# Перелік об'єктів культурної спадщини Лук'янівського кладовища
Перелік об'єктів культурної спадщини Києва
Правий берег
- Голосіївський район

- Байкове кладовище

- Оболонський район
- Печерський район
- Подільський район
- Святошинський район
- Солом'янський район
- Шевченківський район

- Лук'янівське кладовище

Лівий берег
- Дарницький район
- Деснянський район
- Дніпровський район

У статті наведений перелік об'єктів культурної спадщини Лук'янівського кладовища, що розташоване в Шевченківському районі міста Києва, станом на 1 січня 2012 року.
Джерело інформації: перелік об'єктів культурної спадщини міста Києва, оприлюднений Головним управлянням охорони культурної спадщини КМДА 15 лютого 2012 року на офіційному сайті. Як повідомило Управління, перелік складений на підставі наявної інформації; передбачається регулярне оновлення інформації згідно з новими документами, виданими державними та місцевими органами влади.
На сайті Управління зазначено:

| В кожному окремому випадку для визначення статусу об'єкту необхідно звернутись до Головного управління охорони культурної спадщини виконавчого органу Київської міської ради (Київської міської державної адміністрації) з відповідним запитом у зв'язку зі змінами назв вулиць, нумерації будинків, літерних позначень та моніторингу стану об'єктів культурної спадщини на поточний період[2]. |
Статус об'єктів культурної спадщини затверджується:
- Пам'ятки національного значення — Постановами Ради міністрів УРСР, Кабінету Міністрів України.
- Пам'ятки місцевого значення — Рішеннями Київського міськвиконкому, Розпорядженнями КМДА, Наказами Міністерства культури України.
- Щойно виявлені об'єкти культурної спадщини — Наказами Комітету, або Управління (Головного управління) охорони пам'яток (культурної спадщини).

Відповідно в списку позначені кольором:
|  | Пам'ятки національного значення |
|  | Пам'ятки місцевого значення     |

## Об'єкти культурної спадщини Лук'янівського кладовища
| Номер | Назва | Дати                                            | Адреса                        | Охоронний номер | Документ про взяття на облік |
| ----- | --- | ----------------------------------------------- | ----------------------------- | --------------- | --- |
|       | Комплекс пам'яток «Лук'янівське кладовище» (ДІМ «Лук'янівський історико-меморіальний заповідник») | 1878 р. — сер. XX ст.                           | Дорогожицька вул., 7          | № 672-Кв        | Наказ Міністерства культури України від 21.10.2011 № 912/0/16-11 |
| 361.  | Могила лікаря Д. А. Абуладзе | 1936 р.                                         | Дорогожицька вул., 7          | № 672/1-Кв      | Наказ Міністерства культури України від 21.10.2011 № 912/0/16-11 |
| 362.  | Могила історіка О. М. Андріяшева | 1933 р.                                         | Дорогожицька вул., 7          | № 672/2-Кв      | Наказ Міністерства культури України від 21.10.2011 № 912/0/16-11 |
| 363.  | Могила книговидавця В. Г. Барщевського | 1915 р.                                         | Дорогожицька вул., 7          | № 672/3-Кв      | Наказ Міністерства культури України від 21.10.2011 № 912/0/16 |
| 364.  | Могила геолога О. Я. Білявського | 1954 р.                                         | Дорогожицька вул., 7          | № 672/4-Кв      | Наказ Міністерства культури України від 21.10.2011 № 912/0/16 |
| 365.  | Могила хіміка М. П. Борисової (Семиренко) | 1943 р.                                         | Дорогожицька вул., 7          | № 672/5-Кв      | Наказ Міністерства культури України від 21.10.2011 № 912/0/16 |
| 366.  | Родинне поховання вченого в галузі металургії, професора В. Ю. Васильєва та члена їого родини М. Х. Лахно | 1956 р., 1946 р.                                | Дорогожицька вул., 7          | № 672/6-Кв      | Наказ Міністерства культури України від 21.10.2011 № 912/0/16 |
| 367.  | Могила пожежника М. Й. Вебера | 1912 р.                                         | Дорогожицька вул., 7          | № 672/7-Кв      | Наказ Міністерства культури України від 21.10.2011 № 912/0/16 |
| 368.  | Могила музиканта Ф. І. Воячека | 1934 р.                                         | Дорогожицька вул., 7          | № 672/8-Кв      | Наказ Міністерства культури України від 21.10.2011 № 912/0/16 |
| 369.  | Могила почесного громадянина Г. К Грабовецького | 1910 р.                                         | Дорогожицька вул., 7          | № 672/9-Кв      | Наказ Міністерства культури України від 21.10.2011 № 912/0/16 |
| 370.  | Могила почесного громадянина Ф. А. Данченка | 1912 р.                                         | Дорогожицька вул., 7          | № 672/10-Кв     | Наказ Міністерства культури України від 21.10.2011 № 912/0/16 |
| 371.  | Родинне поховання генераллейтенанта О. О. Ларіонова та членів його родини | 1911 р.                                         | Дорогожицька вул., 7          | № 672/11-Кв     | Наказ Міністерства культури України від 21.10.2011 № 912/0/16 |
| 372.  | Родинне поховання протоієрея Ф.Є. Дурдуковського та його дружини | 1906 р., 1920 р.                                | Дорогожицька вул., 7          | № 672/12-Кв     | Наказ Міністерства культури України від 21.10.2011 № 912/0/16 |
| 373.  | Поховання художніків К. М. Єлеви та Т. О. Максимович | 1950 р., 1980 р.                                | Дорогожицька вул., 7          | № 672/13-Кв     | Наказ Міністерства культури України від 21.10.2011 № 912/0/16 |
| 374.  | Могила полковника В. Д. Іванова | 1942 р.                                         | Дорогожицька вул., 7          | № 672/14-Кв     | Наказ Міністерства культури України від 21.10.2011 № 912/0/16 |
| 375.  | Родинне поховання громадського та культурного діяча В. В. Ігнатовича та членів його ролини | 1933 р., 1935 р., 1961 р.                       | Дорогожицька вул., 7          | № 672/15-Кв     | Наказ Міністерства культури України від 21.10.2011 № 912/0/16 |
| 376.  | Могила члена Київської Судової палати П. Д. Каменцова | 1920 р.                                         | Дорогожицька вул., 7          | № 672/16-Кв     | Наказ Міністерства культури України від 21.10.2011 № 912/0/16 |
| 377.  | Родинна могила помолога І. М. Кравченка та його онуки | 1940 р., 2003 р.                                | Дорогожицька вул., 7          | № 672/17-Кв     | Наказ Міністерства культури України від 21.10.2011 № 912/0/16 |
| 378.  | Родинна могила вченого, археолога Ф. Ф. Кундеревича | 1932 р., 1941 р.                                | Дорогожицька вул., 7          | № 672/18-Кв     | Наказ Міністерства культури України від 21.10.2011 № 912/0/16 |
| 379.  | Могила відомого збирача українського фольклеру В. А. Менчиця | 1916 р.                                         | Дорогожицька вул., 7          | № 672/19-Кв     | Наказ Міністерства культури України від 21.10.2011 № 912/0/16 |
| 380.  | Родинна поховання історика церковного права, візантолога Ф. І. Мищенка та члени його родини | 1933 р.                                         | Дорогожицька вул., 7          | № 672/20-Кв     | Наказ Міністерства культури України від 21.10.2011 № 912/0/16 |
| 381.  | Могила та надгробок художника М. І. Мурашка | 1909 р.                                         | Дорогожицька вул., 7          | № 672/21-Кв     | Наказ Міністерства культури України від 21.10.2011 № 912/0/16 |
| 382.  | Могила художника Ю. Ю. Павловича | 1947 р.                                         | Дорогожицька вул., 7          | № 672/22-Кв     | Наказ Міністерства культури України від 21.10.2011 № 912/0/16 |
| 383.  | Родинне поховання скульптора, народної художниці Г. Л. Петрашевич та членів її родини | 1939, 1955, 1999 рр.                            | Дорогожицька вул., 7          | № 672/23-Кв     | Наказ Міністерства культури України від 21.10.2011 № 912/0/16 |
| 384.  | Родинне поховання вченого-геолога Н. В. Пименевої та її родини | 1941 р.                                         | Дорогожицька вул., 7          | № 672/24-Кв     | Наказ Міністерства культури України від 21.10.2011 № 912/0/16 |
| 385.  | Могила та надгробок громадського діяча В. С. Пономаревського-Свідерського | 1895 р.                                         | Дорогожицька вул., 7          | № 672/25-Кв     | Наказ Міністерства культури України від 21.10.2011 № 912/0/16 |
| 386.  | Родинна могила громадського діяча Л. Г. Ремезова | 1960, 1952, 1998 рр.                            | Дорогожицька вул., 7          | № 672/26-Кв     | Наказ Міністерства культури України від 21.10.2011 № 912/0/16 |
| 387.  | Могила фізіолога А. Г. Рокочі | 1922 р.                                         | Дорогожицька вул., 7          | № 672/27-Кв     | Наказ Міністерства культури України від 21.10.2011 № 912/0/16 |
| 388.  | Родинне поховання фон Е. Р. Рейтлінгера та його синів | 1903, 1917 рр.                                  | Дорогожицька вул., 7          | № 672/28-Кв     | Наказ Міністерства культури України від 21.10.2011 № 912/0/16 |
| 389.  | Родинна могила художника М. А. Рокицького та його дочки | 1944, 2005 рр.                                  | Дорогожицька вул., 7          | № 672/29-Кв     | Наказ Міністерства культури України від 21.10.2011 № 912/0/16 |
| 390.  | Могила фізика В. К. Роше | 1933 р.                                         | Дорогожицька вул., 7          | № 672/30-Кв     | Наказ Міністерства культури України від 21.10.2011 № 912/0/16 |
| 391.  | Родинна могила вченого-помолога Л. П. Симиренка та його сина, онука | 1929 р., 1952 р.                                | Дорогожицька вул., 7          | № 672/31-Кв     | Наказ Міністерства культури України від 21.10.2011 № 912/0/16 |
| 392.  | Родинна могила вченого зоолога В. В. Совинського | 1952 р., 1942 р.                                | Дорогожицька вул., 7          | № 672/32-Кв     | Наказ Міністерства культури України від 21.10.2011 № 912/0/16 |
| 393.  | Могила викладача І. Я. Сухореброго | 1954 р.                                         | Дорогожицька вул., 7          | № 672/33-Кв     | Наказ Міністерства культури України від 21.10.2011 № 912/0/16 |
| 394.  | Родинна могила громадського діяча П. Л. Тучапського та його родини | 1922, 1923, 1942 рр.                            | Дорогожицька вул., 7          | № 672/34-Кв     | Наказ Міністерства культури України від 21.10.2011 № 912/0/16 |
| 395.  | Родинна могила громадського діяча М. А. Трублаєвича та члена його дружини | 1932 р.                                         | Дорогожицька вул., 7          | № 672/35-Кв     | Наказ Міністерства культури України від 21.10.2011 № 912/0/16 |
| 396.  | Могила учасниці оборони м. Києва Н. П. Усової | 1941 р.                                         | Дорогожицька вул., 7          | № 672/36-Кв     | Наказ Міністерства культури України від 21.10.2011 № 912/0/16 |
| 397.  | Родинне поховання живописця О. І. Фоміна та його дружини | 1947 р.                                         | Дорогожицька вул., 7          | № 672/37-Кв     | Наказ Міністерства культури України від 21.10.2011 № 912/0/16 |
| 398.  | Могила почесного громадянина В. Ф. Хлєбородова | 1917 р.                                         | Дорогожицька вул., 7          | № 672/38-Кв     | Наказ Міністерства культури України від 21.10.2011 № 912/0/16 |
| 399.  | Могила художника, архітектора В. М. Холостенка | 1946 р.                                         | Дорогожицька вул., 7          | № 672/39-Кв     | Наказ Міністерства культури України від 21.10.2011 № 912/0/16 |
| 400.  | Могила геолога М. К. Грошева | 1951 р.                                         | Дорогожицька вул., 7          | № 672/40-Кв     | Наказ Міністерства культури України від 21.10.2011 № 912/0/16 |
| 401.  | Родинна могила математика, геофізика О. Ю. Шмідта та його родини | 1919, 1945, 1956 рр.                            | Дорогожицька вул., 7          | № 672/41-Кв     | Наказ Міністерства культури України від 21.10.2011 № 912/0/16 |
| 402.  | Могила протоієрея Б. Л. Шулькевича | 1951 р.                                         | Дорогожицька вул., 7          | № 672/42-Кв     | Наказ Міністерства культури України від 21.10.2011 № 912/0/16 |
| 403.  | Могила та надгробок учасників бою під Крутами В. Я. Шульгіна та В. М. Наумовича | 1918, 1935 р.                                   | Дорогожицька вул., 7          | № 672/43-Кв     | Наказ Міністерства культури України від 21.10.2011 № 912/0/16 |
| 404.  | Могила А. Ющинського | 1911 р.                                         | Дорогожицька вул., 7          | № 672/44-Кв     | Наказ Міністерства культури України від 21.10.2011 № 912/0/16 |
| 405.  | Родинна могила художника Г. М. Яблонського та його родини | 1954 р.                                         | Дорогожицька вул., 7          | № 672/45-Кв     | Наказ Міністерства культури України від 21.10.2011 № 912/0/16 |
| 406.  | Могила художника М. М. Ярового | 1940 р.                                         | Дорогожицька вул., 7          | № 672/46-Кв     | Наказ Міністерства культури України від 21.10.2011 № 912/0/16 |
| 407.  | Могила та надгробок журналіста С. Г. Ярона | 1913 р.                                         | Дорогожицька вул., 7          | № 672/47-Кв     | Наказ Міністерства культури України від 21.10.2011 № 912/0/16 |
| 408.  | Могила учасника Кримської і Російсько-турецької війн В. М. Грошева | 1908 р.                                         | Дорогожицька вул., 7          | № 672/48-Кв     | Наказ Міністерства культури України від 21.10.2011 № 912/0/16 |
| 409.  | Могила киян які загинули в результаті бомбардування м. Києва радянською авіацією | 1943 р., 1907 р.                                | Дорогожицька вул., 7          | № 672/49-Кв     | Наказ Міністерства культури України від 21.10.2011 № 912/0/16 |
| 410.  | Могила та надгробок солдат Миргородського полку | 1905—1907 рр.                                   | Дорогожицька вул., 7          | № 672/50-Кв     | Наказ Міністерства культури України від 21.10.2011 № 912/0/16 |
| 411.  | Могила Ратушного І. П., організатора партизанських загонів в Україні в період Великої вітчизняної війни | 1959 р.                                         | Дорогожицька вул., 7          |                 | Рішення виконавчого комітету Київської міськради народних депутатів від 05.09.1977 № 1332 |
| 412.  | Братська могила (10 осіб) | 1974—1975 рр.                                   | Дорогожицька вул., 7          |                 | Рішення виконавчого комітету Київської міськради народних депутатів від 04.08.1980 № 1102 |
| 413.  | Братська могила (4 осіб) | 1957 р.                                         | Дорогожицька вул., 7          |                 | Рішення виконавчого комітету Київської міськради народних депутатів від 04.08.1980 № 1102 |
| 414.  | Братська могила (4 осіб) | 1968 р.                                         | Дорогожицька вул., 7          |                 | Рішення виконавчого комітету Київської міськради народних депутатів від 04.08.1980 № 1102 |
| 415.  | Братська могила (3 осіб) | 1968 р.                                         | Дорогожицька вул., 7          |                 | Рішення виконавчого комітету Київської міськради народних депутатів від 04.08.1980 № 1102 |
| 416.  | Могила Левковця В. П., старшого лейтенанта |                                                 | Дорогожицька вул., 7          | № 281/29        | Рішення виконавчого комітету Київської міськради народних депутатів від 15.07.1974 № 1041 |
| 417.  | Могила Кобелєва О. В., архітектора |                                                 | Дорогожицька вул., 7          | № 281/28        | Рішення виконавчого комітету Київської міськради народних депутатів від 30.07.1984 № 693 |
| 418.  | Могила Петровського М. Н., українського історика, члена-кореспондента АН України |                                                 | Дорогожицька вул., 7          | № 281/98        | Розпорядження Київської міської державної адміністрації від 07.05.1997 № 591 |
| 419.  | Братська могила (8 осіб) | 1968 р.                                         | Дорогожицька вул., 7          |                 | Рішення виконавчого комітету Київської міськради народних депутатів від 04.08.1980 № 1102 |
| 420.  | Братська могила (9 осіб) | 1968 р.                                         | Дорогожицька вул., 7          |                 | Рішення виконавчого комітету Київської міськради народних депутатів від 04.08.1980 № 1102 |
| 421.  | Братська могила (10 осіб) | 1968 р.                                         | Дорогожицька вул., 7          |                 | Рішення виконавчого комітету Київської міськради народних депутатів від 04.08.1980 № 1102 |
| 422.  | Могила Шаронова М. А., художника, професора, заслуженого діяча мистецтв |                                                 | Дорогожицька вул., 7          | № 281/40        | Розпорядження Київської міської державної адміністрації від 07.05.1997 № 591 |
| 423.  | Братська могила (10 осіб) | 1968 р.                                         | Дорогожицька вул., 7          |                 | Рішення виконавчого комітету Київської міськради народних депутатів від 04.08.1980 № 1102 |
| 424.  | Братська могила (5 осіб) | 1956 р.                                         | Дорогожицька вул., 7          |                 | Рішення виконавчого комітету Київської міськради народних депутатів від 04.08.1980 № 1102 |
| 425.  | Братська могила (6 осіб) | 1968 р.                                         | Дорогожицька вул., 7          |                 | Рішення виконавчого комітету Київської міськради народних депутатів від 04.08.1980 № 1102 |
| 426.  | Могила Савича П. Л., генерал-майора, учасника громадянської і Великої вітчизняної війн |                                                 | Дорогожицька вул., 7          |                 | Рішення виконавчого комітету Київської міськради народних депутатів від 05.09.1977 № 1332 |
| 427.  | Могила Третьякова Д. К., українського зоолога-морфолога, академіка АН України. |                                                 | Дорогожицька вул., 7          | № 281/104       | Розпорядження Київської міської державної адміністрації від 07.05.1997 № 591 |
| 428.  | Могила Коробочко О. Б., лейтенанта | 1955 р.                                         | Дорогожицька вул., 7          |                 | Рішення виконавчого комітету Київської міськради народних депутатів від 04.08.1980 № 1102 |
| 429.  | Братська могила (9 осіб) | 1956 р.                                         | Дорогожицька вул., 7          |                 | Рішення виконавчого комітету Київської міськради народних депутатів від 04.08.1980 № 1102 |
| 430.  | Могила Ломовцева Д. П., гвардії полковника, Героя Радянського Союзу |                                                 | Дорогожицька вул., 7          |                 | Рішення виконавчого комітету Київської міськради народних депутатів від 15.07.1974 № 1041 |
| 431.  | Могила Трегубова С. І., священика, протоієрея, кандидата богослов'я. Настоятеля Стрітенської церкви. Вінчав І. Франка                                                                                            |                                                 | Дорогожицька вул., 7          | № 281/103       | Розпорядження Київської міської державної адміністрації від 07.05.1997 № 591 |
| 432.  | Братська могила (7 осіб) | 1968 р.                                         | Дорогожицька вул., 7          |                 | Рішення виконавчого комітету Київської міськради народних депутатів від 04.08.1980 № 1102 |
| 433.  | Братська могила (14 осіб) | 1956 р.                                         | Дорогожицька вул., 7          |                 | Рішення виконавчого комітету Київської міськради народних депутатів від 04.08.1980 № 1102 |
| 434.  | Братська могила (3 осіб) | 1955 р.                                         | Дорогожицька вул., 7          |                 | Рішення виконавчого комітету Київської міськради народних депутатів від 04.08.1980 № 1102 |
| 435.  | Братська могила (14 осіб) | 1968 р.                                         | Дорогожицька вул., 7          |                 | Рішення виконавчого комітету Київської міськради народних депутатів від 04.08.1980 № 1102 |
| 436.  | Братська могила (6 осіб) | 1968 р.                                         | Дорогожицька вул., 7          |                 | Рішення виконавчого комітету Київської міськради народних депутатів від 04.08.1980 № 1102 |
| 437.  | Братська могила (5 осіб) | 1968 р.                                         | Дорогожицька вул., 7          |                 | Рішення виконавчого комітету Київської міськради народних депутатів від 04.08.1980 № 1102 |
| 438.  | Надгробок Богачева М. І. | Поч. XX ст.                                     | Дорогожицька вул., 7          |                 | Наказ Управління охорони пам'яток історії, культури та історичного середовища від 04.11.1998 № 53 |
| 439.  | Братська могила (4 осіб) | 1968 р.                                         | Дорогожицька вул., 7          |                 | Рішення виконавчого комітету Київської міськради народних депутатів від 04.08.1980 № 1102 |
| 440.  | Братська могила (11 осіб) | 1955 р.                                         | Дорогожицька вул., 7          |                 | Рішення виконавчого комітету Київської міськради народних депутатів від 04.08.1980 № 1102 |
| 441.  | Могила Ігнатьєва Г. Г., генерал-майора, учасника Російсько-турецької війни 1877—1878 рр. |                                                 | Дорогожицька вул., 7          | № 281/87        | Розпорядження Київської міської державної адміністрації від 07.05.1997 № 591 |
| 442.  | Могила Носова М. С., голови Київського купецького зібрання |                                                 | Дорогожицька вул., 7          | № 281/90        | Розпорядження Київської міської державної адміністрації від 07.05.1997 № 591 |
| 443.  | Надгробок на могилі Соловйова В. П. | Поч. XX ст.                                     | Дорогожицька вул., 7          | № 281/91        | Розпорядження Київської міської державної адміністрації від 07.05.1997 № 591 |
| 444.  | Братська могила (13 осіб) | 1956 р.                                         | Дорогожицька вул., 7          |                 | Рішення виконавчого комітету Київської міськради народних депутатів від 04.08.1980 № 1102 |
| 445.  | Братська могила (7 осіб) | 1968 р.                                         | Дорогожицька вул., 7          |                 | Рішення виконавчого комітету Київської міськради народних депутатів від 04.08.1980 № 1102 |
| 446.  | Братська могила (6 осіб) | 1968 р.                                         | Дорогожицька вул., 7          |                 | Рішення виконавчого комітету Київської міськради народних депутатів від 04.08.1980 № 1102 |
| 447.  | Братська могила (3 осіб) | 1968 р.                                         | Дорогожицька вул., 7          |                 | Рішення виконавчого комітету Київської міськради народних депутатів від 04.08.1980 № 1102 |
| 448.  | Братська могила (4 осіб) | 1968 р.                                         | Дорогожицька вул., 7          |                 | Рішення виконавчого комітету Київської міськради народних депутатів від 04.08.1980 № 1102 |
| 449.  | Могила Клочкова І. І., учасника громадянської війни | 1972 р.                                         | Дорогожицька вул., 7          |                 | Рішення виконавчого комітету Київської міськради народних депутатів від 05.09.1977 № 1332 |
| 450.  | Обеліск | 1974—1975 рр.                                   | Дорогожицька вул., 7          |                 | Рішення виконавчого комітету Київської міськради народних депутатів від 04.08.1980 № 1102 |
| 451.  | Могила Раєвського В. Г., професора КПІ, доктора технічних наук. |                                                 | Дорогожицька вул., 7          | № 281/41        | Розпорядження Київської міської державної адміністрації від 07.05.1997 № 591 |
| 452.  | Братська могила (5 осіб) | 1968 р.                                         | Дорогожицька вул., 7          |                 | Рішення виконавчого комітету Київської міськради народних депутатів від 04.08.1980 № 1102 |
| 453.  | Братська могила (4 осіб) | 1957 р.                                         | Дорогожицька вул., 7          |                 | Рішення виконавчого комітету Київської міськради народних депутатів від 04.08.1980 № 1102 |
| 454.  | Братська могила (6 осіб) | 1968 р.                                         | Дорогожицька вул., 7          |                 | Рішення виконавчого комітету Київської міськради народних депутатів від 04.08.1980 № 1102 |
| 455.  | Могила Юдіна О. В., доктора технічних наук, професора. |                                                 | Дорогожицька вул., 7          | № 281/42        | Розпорядження Київської міської державної адміністрації від 07.05.1997 № 591 |
| 456.  | Братська могила (8 осіб) | 1974—1975 рр.                                   | Дорогожицька вул., 7          |                 | Рішення виконавчого комітету Київської міськради народних депутатів від 04.08.1980 № 1102 |
| 457.  | Братська могила (5 осіб) | 1957 р.                                         | Дорогожицька вул., 7          |                 | Рішення виконавчого комітету Київської міськради народних депутатів від 04.08.1980 № 1102 |
| 458.  | Могила Малозьомова І. І., архітектора, першого голови Спілки архітекторів України | 1950-ті рр.                                     | Дорогожицька вул., 7          |                 | Наказ Управління охорони пам'яток історії, культури та історичного середовища від 04.02.2002 № 11, Наказ Управління охорони пам'яток історії, культури та історичного середовища від 04.11.1998 № 53 |
| 459.  | Братська могила (5 осіб) | 1968 р.                                         | Дорогожицька вул., 7          |                 | Рішення виконавчого комітету Київської міськради народних депутатів від 04.08.1980 № 1102 |
| 460.  | Братська могила (7 осіб) | 1967 р.                                         | Дорогожицька вул., 7          |                 | Рішення виконавчого комітету Київської міськради народних депутатів від 04.08.1980 № 1102 |
| 461.  | Братська могила (6 осіб) | 1968 р.                                         | Дорогожицька вул., 7          |                 | Рішення виконавчого комітету Київської міськради народних депутатів від 04.08.1980 № 1102 |
| 462.  | Братська могила біців, що загинули роки громадянської війни 1918—1921 років |                                                 | Дорогожицька вул., 7          |                 | Рішення виконавчого комітету Київської міськради народних депутатів від 04.08.1980 № 1102 |
| 463.  | Братська могила (9 осіб) | 1968 р.                                         | Дорогожицька вул., 7          |                 | Рішення виконавчого комітету Київської міськради народних депутатів від 04.08.1980 № 1102 |
| 464.  | Братська могила (5 осіб) | 1968 р.                                         | Дорогожицька вул., 7          |                 | Рішення виконавчого комітету Київської міськради народних депутатів від 04.08.1980 № 1102 |
| 465.  | Братська могила: (352 особи) капітана П. С. Білетчикова О. В. Тихова, О. П. Хренова, полковника К. Я. Волдіна полковника І. Г. Іванова капітана О. В. Галкіна ст. лт-а. Хохлова О. Я. Варламова О. М. Корецького |                                                 | Дорогожицька вул., 7          | № 281/1         | Рішення виконавчого комітету Київської міськради народних депутатів від 15.07.1974 № 1041 |
| 466.  | Могила Мрочковіського А. А., генерал-майора, учасника російсько-турецької війни 1877—1978 рр. |                                                 | Дорогожицька вул., 7          | № 281/97        | Розпорядження Київської міської державної адміністрації від 07.05.1997 № 591 |
| 467.  | Братська могила (18 осіб) | 1956 р.                                         | Дорогожицька вул., 7          |                 | Рішення виконавчого комітету Київської міськради народних депутатів від 04.08.1980 № 1102 |
| 468.  | Могила Вотчала Є. П., українського фізіолога рослин, академіка АН України |                                                 | Дорогожицька вул., 7          | № 281/116       | Розпорядження Київської міської державної адміністрації від 07.05.1997 № 591 |
| 469.  | Могила Влайкова Г. Ф., санітарного лікаря, автора багатьох наукових праць |                                                 | Дорогожицька вул., 7          | № 281/115       | Розпорядження Київської міської державної адміністрації від 07.05.1997 № 591 |
| 470.  | Могила Образцова В. П., професора | 1921 р.                                         | Дорогожицька вул., 7          | № 281/16        | Рішення виконавчого комітету Київської міськради народних депутатів від 27.01.1970 № 159 |
| 471.  | Могила Матіасевича М. С., комбрига. Був тричі репресований |                                                 | Дорогожицька вул., 7          | № 281/118       | Розпорядження Київської міської державної адміністрації від 07.05.1997 № 591 |
| 472.  | Братська могила (8 осіб) | 1956 р.                                         | Дорогожицька вул., 7          |                 | Рішення виконавчого комітету Київської міськради народних депутатів від 04.08.1980 № 1102 |
| 473.  | Могила Корницького О. І. та Селезня В. Х., партизан | 1947 р.                                         | Дорогожицька вул., 7          | № 281/11        | Рішення виконавчого комітету Київської міськради народних депутатів від 15.07.1974 № 1041 |
| 474.  | Братська могила (5 осіб) | 1968 р.                                         | Дорогожицька вул., 7          |                 | Рішення виконавчого комітету Київської міськради народних депутатів від 04.08.1980 № 1102 |
| 475.  | Братська могила (10 осіб) | 1974—1975 рр.                                   | Дорогожицька вул., 7          |                 | Рішення виконавчого комітету Київської міськради народних депутатів від 04.08.1980 № 1102 |
| 476.  | Братська могила (6 осіб) | 1968 р.                                         | Дорогожицька вул., 7          |                 | Рішення виконавчого комітету Київської міськради народних депутатів від 04.08.1980 № 1102 |
| 477.  | Братська могила (11 осіб) | 1974—1975 рр.                                   | Дорогожицька вул., 7          |                 | Рішення виконавчого комітету Київської міськради народних депутатів від 04.08.1980 № 1102 |
| 478.  | Братська могила (10 осіб) | 1968 р.                                         | Дорогожицька вул., 7          |                 | Рішення виконавчого комітету Київської міськради народних депутатів від 04.08.1980 № 1102 |
| 479.  | Братська могила (5 осіб) | 1968 р.                                         | Дорогожицька вул., 7          |                 | Рішення виконавчого комітету Київської міськради народних депутатів від 04.08.1980 № 1102 |
| 480.  | Братська могила (9 осіб) | 1968 р.                                         | Дорогожицька вул., 7          |                 | Рішення виконавчого комітету Київської міськради народних депутатів від 04.08.1980 № 1102 |
| 481.  | Могила Шпетта І. І., Георгієвського кавалера |                                                 | Дорогожицька вул., 7          | № 281/113       | Розпорядження Київської міської державної адміністрації від 07.05.1997 № 591 |
| 482.  | Братська могила (6 осіб) | 1968 р.                                         | Дорогожицька вул., 7          |                 | Рішення виконавчого комітету Київської міськради народних депутатів від 04.08.1980 № 1102 |
| 483.  | Братська могила (5 осіб) | 1968 р.                                         | Дорогожицька вул., 7          |                 | Рішення виконавчого комітету Київської міськради народних депутатів від 04.08.1980 № 1102 |
| 484.  | Братська могила (8 осіб) | 1968 р.                                         | Дорогожицька вул., 7          |                 | Рішення виконавчого комітету Київської міськради народних депутатів від 04.08.1980 № 1102 |
| 485.  | Братська могила (5 осіб) | 1968 р.                                         | Дорогожицька вул., 7          |                 | Рішення виконавчого комітету Київської міськради народних депутатів від 04.08.1980 № 1102 |
| 486.  | Братська могила (11 осіб) | 1974—1975 рр.                                   | Дорогожицька вул., 7          |                 | Рішення виконавчого комітету Київської міськради народних депутатів від 04.08.1980 № 1102 |
| 487.  | Братська могила (12 осіб) | 1959 р.                                         | Дорогожицька вул., 7          |                 | Рішення виконавчого комітету Київської міськради народних депутатів від 04.08.1980 № 1102 |
| 488.  | Братська могила (4 осіб) | 1968 р.                                         | Дорогожицька вул., 7          |                 | Рішення виконавчого комітету Київської міськради народних депутатів від 04.08.1980 № 1102 |
| 489.  | Братська могила (8 осіб) | 1956 р.                                         | Дорогожицька вул., 7          |                 | Рішення виконавчого комітету Київської міськради народних депутатів від 04.08.1980 № 1102 |
| 490.  | Братська могила (5 осіб) | 1968 р.                                         | Дорогожицька вул., 7          |                 | Рішення виконавчого комітету Київської міськради народних депутатів від 04.08.1980 № 1102 |
| 491.  | Братська могила (12 осіб) | 1955 р.                                         | Дорогожицька вул., 7          |                 | Рішення виконавчого комітету Київської міськради народних депутатів від 04.08.1980 № 1102 |
| 492.  | Братська могила (5 осіб) | 1968 р.                                         | Дорогожицька вул., 7          |                 | Рішення виконавчого комітету Київської міськради народних депутатів від 04.08.1980 № 1102 |
| 493.  | Братська могила (7 осіб) | 1957 р.                                         | Дорогожицька вул., 7          |                 | Рішення виконавчого комітету Київської міськради народних депутатів від 04.08.1980 № 1102 |
| 494.  | Братська могила (3 осіб) | 1968 р.                                         | Дорогожицька вул., 7          |                 | Рішення виконавчого комітету Київської міськради народних депутатів від 04.08.1980 № 1102 |
| 495.  | Братська могила (10 осіб) | 1956 р.                                         | Дорогожицька вул., 7          |                 | Рішення виконавчого комітету Київської міськради народних депутатів від 04.08.1980 № 1102 |
| 496.  | Могила Гаєвського І. С., лейтенанта |                                                 | Дорогожицька вул., 7          | № 281/36        | Рішення виконавчого комітету Київської міськради народних депутатів від 15.07.1974 № 1041 |
| 497.  | Братська могила (4 осіб) | 1968 р.                                         | Дорогожицька вул., 7          |                 | Рішення виконавчого комітету Київської міськради народних депутатів від 04.08.1980 № 1102 |
| 498.  | Могила Чернишова Б. С., академіка АН України, геолога і палеонтолога |                                                 | Дорогожицька вул., 7          | № 281/106       | Розпорядження Київської міської державної адміністрації від 07.05.1997 № 591 |
| 499.  | Могила Холодного М. Г., видатного українського ботаніка і мікробіолога, академіка АН України |                                                 | Дорогожицька вул., 7          | № 281/105       | Розпорядження Київської міської державної адміністрації від 07.05.1997 № 591 |
| 500.  | Могила Марцишевського І. Б., штабс-капітана 165-го Луцького полку, учасника Російсько-японської війни 1904—1905 рр.                                                                                              |                                                 | Дорогожицька вул., 7          | № 281/109       | Розпорядження Київської міської державної адміністрації від 07.05.1997 № 591 |
| 501.  | Братська могила (15 осіб) | 1954 р.                                         | Дорогожицька вул., 7          |                 | Рішення виконавчого комітету Київської міськради народних депутатів від 04.08.1980 № 1102 |
| 502.  | Братська могила (6 осіб) | 1968 р.                                         | Дорогожицька вул., 7          |                 | Рішення виконавчого комітету Київської міськради народних депутатів від 04.08.1980 № 1102 |
| 503.  | Могила братська воїнів громадянської війни |                                                 | Дорогожицька вул., 7          | № 281/34        | Рішення виконавчого комітету Київської міськради народних депутатів від 04.08.1980 № 1102, Рішення виконавчого комітету Київської міськради народних депутатів від 27.01.1970 № 159                  |
| 504.  | Братська могила (13 осіб) | 1956 р.                                         | Дорогожицька вул., 7          |                 | Рішення виконавчого комітету Київської міськради народних депутатів від 04.08.1980 № 1102 |
| 505.  | Братська могила (4 осіб) | 1968 р.                                         | Дорогожицька вул., 7          |                 | Рішення виконавчого комітету Київської міськради народних депутатів від 04.08.1980 № 1102 |
| 506.  | Братська могила (9 осіб) | 1956 р.                                         | Дорогожицька вул., 7          |                 | Рішення виконавчого комітету Київської міськради народних депутатів від 04.08.1980 № 1102 |
| 507.  | Братська могила (11 осіб) | 1974—1975 рр.                                   | Дорогожицька вул., 7          |                 | Рішення виконавчого комітету Київської міськради народних депутатів від 04.08.1980 № 1102 |
| 508.  | Братська могила (19 осіб) | 1957 р.                                         | Дорогожицька вул., 7          |                 | Рішення виконавчого комітету Київської міськради народних депутатів від 04.08.1980 № 1102 |
| 509.  | Могила братська (5 осіб) |                                                 | Дорогожицька вул., 7          | № 281/37        | Рішення виконавчого комітету Київської міськради народних депутатів від 15.07.1974 № 1041 |
| 510.  | Братська могила (4 осіб) | 1968 р.                                         | Дорогожицька вул., 7          |                 | Рішення виконавчого комітету Київської міськради народних депутатів від 04.08.1980 № 1102 |
| 511.  | Надгробок на могилі Браунштейна Е. | Поч. XX ст., 1932 р.                            | Дорогожицька вул., 7          | № 281/38        | Розпорядження Київської міської державної адміністрації від 07.05.1997 № 591 |
| 512.  | Братська могила (13 осіб) | 1957 р.                                         | Дорогожицька вул., 7          |                 | Рішення виконавчого комітету Київської міськради народних депутатів від 04.08.1980 № 1102 |
| 513.  | Могила Тарловського П. З., лейтенанта |                                                 | Дорогожицька вул., 7          | № 281/35        | Рішення виконавчого комітету Київської міськради народних депутатів від 15.07.1974 № 1041 |
| 514.  | Могила братська моряків Дніпровської флотилії (4 особи) |                                                 | Дорогожицька вул., 7          | № 281/25        | Рішення виконавчого комітету Київської міськради народних депутатів від 15.07.1974 № 1041 |
| 515.  | Братська могила (5 осіб) | 1968 р.                                         | Дорогожицька вул., 7          |                 | Рішення виконавчого комітету Київської міськради народних депутатів від 04.08.1980 № 1102 |
| 516.  | Братська могила (5 осіб) | 1968 р.                                         | Дорогожицька вул., 7          |                 | Рішення виконавчого комітету Київської міськради народних депутатів від 04.08.1980 № 1102 |
| 517.  | Братська могила (14 осіб) | 1956 р.                                         | Дорогожицька вул., 7          |                 | Рішення виконавчого комітету Київської міськради народних депутатів від 04.08.1980 № 1102 |
| 518.  | Могила Немирова Ф. П., генерал-лейтенанта | 1948 р.                                         | Дорогожицька вул., 7          | № 281/24        | Рішення виконавчого комітету Київської міськради народних депутатів від 27.01.1970 № 159 |
| 519.  | Братська могила (9 осіб) | 1957 р.                                         | Дорогожицька вул., 7          |                 | Рішення виконавчого комітету Київської міськради народних депутатів від 04.08.1980 № 1102 |
| 520.  | Братська могила (5 осіб) | 1956 р.                                         | Дорогожицька вул., 7          |                 | Рішення виконавчого комітету Київської міськради народних депутатів від 04.08.1980 № 1102 |
| 521.  | Могила Оппокова М. В., штабс-капітана 165-го піхотного полку, учасника Російсько-японської війни 1904—1905 рр.                                                                                                   |                                                 | Дорогожицька вул., 7          | № 281/111       | Розпорядження Київської міської державної адміністрації від 07.05.1997 № 591 |
| 522.  | Могила Ніцькевича І. В., протоірєя, перекладача книг. |                                                 | Дорогожицька вул., 7          | № 281/110       | Розпорядження Київської міської державної адміністрації від 07.05.1997 № 591 |
| 523.  | Братська могила (5 осіб) | 1968 р.                                         | Дорогожицька вул., 7          |                 | Рішення виконавчого комітету Київської міськради народних депутатів від 04.08.1980 № 1102 |
| 524.  | Братська могила (6 осіб) | 1968 р.                                         | Дорогожицька вул., 7          |                 | Рішення виконавчого комітету Київської міськради народних депутатів від 04.08.1980 № 1102 |
| 525.  | Братська могила (5 осіб) | 1968 р.                                         | Дорогожицька вул., 7          |                 | Рішення виконавчого комітету Київської міськради народних депутатів від 04.08.1980 № 1102 |
| 526.  | Братська могила (4 осіб) | 1968 р.                                         | Дорогожицька вул., 7          |                 | Рішення виконавчого комітету Київської міськради народних депутатів від 04.08.1980 № 1102 |
| 527.  | Братська могила (6 осіб) | 1968 р.                                         | Дорогожицька вул., 7          |                 | Рішення виконавчого комітету Київської міськради народних депутатів від 04.08.1980 № 1102 |
| 528.  | Братська могила (20 осіб) | 1954 р.                                         | Дорогожицька вул., 7          |                 | Рішення виконавчого комітету Київської міськради народних депутатів від 04.08.1980 № 1102 |
| 529.  | Братська могила (2 осіб) | 1968 р.                                         | Дорогожицька вул., 7          |                 | Рішення виконавчого комітету Київської міськради народних депутатів від 04.08.1980 № 1102 |
| 530.  | Братська могила (5 осіб) | 1968 р.                                         | Дорогожицька вул., 7          |                 | Рішення виконавчого комітету Київської міськради народних депутатів від 04.08.1980 № 1102 |
| 531.  | Братська могила (6 осіб) | 1968 р.                                         | Дорогожицька вул., 7          |                 | Рішення виконавчого комітету Київської міськради народних депутатів від 04.08.1980 № 1102 |
| 532.  | Братська могила (3 осіб) | 1968 р.                                         | Дорогожицька вул., 7          |                 | Рішення виконавчого комітету Київської міськради народних депутатів від 04.08.1980 № 1102 |
| 533.  | Братська могила (10 осіб) | 1968 р.                                         | Дорогожицька вул., 7          |                 | Рішення виконавчого комітету Київської міськради народних депутатів від 04.08.1980 № 1102 |
| 534.  | Могила Баккалинського П. С., учасника російсько-турецької війни 1877—1878 рр. |                                                 | Дорогожицька вул., 7          | № 281/80        | Розпорядження Київської міської державної адміністрації від 07.05.1997 № 591 |
| 535.  | Могила Карсунського А. М., полковника, учасника російсько-японської війни. |                                                 | Дорогожицька вул., 7          | № 281/130       | Розпорядження Київської міської державної адміністрації від 07.05.1997 № 591 |
| 536.  | Могила Гавликівського М. М., полковника, учасника російсько-турецької війни 1877—1878 рр. |                                                 | Дорогожицька вул., 7          | № 281/84        | Розпорядження Київської міської державної адміністрації від 07.05.1997 № 591 |
| 537.  | Надгробок на могилі Полонської М. О. | Поч. XX ст.                                     | Дорогожицька вул., 7          | № 281/77        | Розпорядження Київської міської державної адміністрації від 07.05.1997 № 591 |
| 538.  | Братська могила воїнів Чехословацької армії (8 осіб, 1943 рік) |                                                 | Дорогожицька вул., 7          |                 | Рішення виконавчого комітету Київської міськради народних депутатів від 27.01.1970 № 159 |
| 539.  | Могила Кулешова М. І., доктора медицини, учасника російсько-турецької війни 1877—1878 рр. |                                                 | Дорогожицька вул., 7          | № 281/131       | Розпорядження Київської міської державної адміністрації від 07.05.1997 № 591 |
| 540.  | Могила Алейникова В. В., командриа партизанського загону на Николаєвщині |                                                 | Дорогожицька вул., 7          | № 281/19        | Рішення виконавчого комітету Київської міськради народних депутатів від 15.07.1974 № 1041 |
| 541.  | Могила Хрущової К. І., матері відомого політичного діяча Хрущова М. С. |                                                 | Дорогожицька вул., 7          | № 281/69        | Розпорядження Київської міської державної адміністрації від 07.05.1997 № 591 |
| 542.  | Братська могила (9 осіб) | 1968 р.                                         | Дорогожицька вул., 7          |                 | Рішення виконавчого комітету Київської міськради народних депутатів від 04.08.1980 № 1102 |
| 543.  | Братська могила (12 осіб) | 1967 р.                                         | Дорогожицька вул., 7          |                 | Рішення виконавчого комітету Київської міськради народних депутатів від 04.08.1980 № 1102 |
| 544.  | Братська могила (9 осіб) | 1956 р.                                         | Дорогожицька вул., 7          |                 | Рішення виконавчого комітету Київської міськради народних депутатів від 04.08.1980 № 1102 |
| 545.  | Братська могила (7 осіб) | 1968 р.                                         | Дорогожицька вул., 7          |                 | Рішення виконавчого комітету Київської міськради народних депутатів від 04.08.1980 № 1102 |
| 546.  | Братська могила (8 осіб) | 1968 р.                                         | Дорогожицька вул., 7          |                 | Рішення виконавчого комітету Київської міськради народних депутатів від 04.08.1980 № 1102 |
| 547.  | Могила Світославського С. І., відомого українського художника. |                                                 | Дорогожицька вул., 7          | № 281/132       | Розпорядження Київської міської державної адміністрації від 07.05.1997 № 591 |
| 548.  | Братська могила (5 осіб) | 1968 р.                                         | Дорогожицька вул., 7          |                 | Рішення виконавчого комітету Київської міськради народних депутатів від 04.08.1980 № 1102 |
| 549.  | Братська могила (5 осіб) | 1968 р.                                         | Дорогожицька вул., 7          |                 | Рішення виконавчого комітету Київської міськради народних депутатів від 04.08.1980 № 1102 |
| 550.  | Братська могила (6 осіб) | 1968 р.                                         | Дорогожицька вул., 7          |                 | Рішення виконавчого комітету Київської міськради народних депутатів від 04.08.1980 № 1102 |
| 551.  | Могила Зубкова П. Л., дивізійного лікаря, учасника російсько-турецької війни 1877—1878 рр. |                                                 | Дорогожицька вул., 7          | № 281/74        | Розпорядження Київської міської державної адміністрації від 07.05.1997 № 591 |
| 552.  | Могила Реформатського С. М., хіміка-органіка, члена-кореспондента АН України |                                                 | Дорогожицька вул., 7          | № 281/125       | Розпорядження Київської міської державної адміністрації від 07.05.1997 № 591 |
| 553.  | Надгробок Удовенко В. Я. | 1908 р.                                         | Дорогожицька вул., 7          |                 | Наказ Управління охорони пам'яток історії, культури та історичного середовища від 04.11.1998 № 53 |
| 554.  | Братська могила (9 осіб) | 1968 р.                                         | Дорогожицька вул., 7          |                 | Рішення виконавчого комітету Київської міськради народних депутатів від 04.08.1980 № 1102 |
| 555.  | Братська могила (10 осіб) | 1968 р.                                         | Дорогожицька вул., 7          |                 | Рішення виконавчого комітету Київської міськради народних депутатів від 04.08.1980 № 1102 |
| 556.  | Братська могила (13 осіб) | 1955 р.                                         | Дорогожицька вул., 7          |                 | Рішення виконавчого комітету Київської міськради народних депутатів від 04.08.1980 № 1102 |
| 557.  | Могила Сно О. П.(псевдонім Снєгіна), письменниці, дочки академіка П. П. Тутківського |                                                 | Дорогожицька вул., 7          | № 281/39        | Розпорядження Київської міської державної адміністрації від 07.05.1997 № 591 |
| 558.  | Братська могила (5 осіб) | 1968 р.                                         | Дорогожицька вул., 7          |                 | Рішення виконавчого комітету Київської міськради народних депутатів від 04.08.1980 № 1102 |
| 559.  | Братська могила (9 осіб) | 1974—1975 рр.                                   | Дорогожицька вул., 7          |                 | Рішення виконавчого комітету Київської міськради народних депутатів від 04.08.1980 № 1102 |
| 560.  | Братська могила (8 осіб) | 1968 р.                                         | Дорогожицька вул., 7          |                 | Рішення виконавчого комітету Київської міськради народних депутатів від 04.08.1980 № 1102 |
| 561.  | Могила Цеціановського Ф. Г., начальника Київського телеграфу, дійсного статського радника. |                                                 | Дорогожицька вул., 7          | № 281/70        | Розпорядження Київської міської державної адміністрації від 07.05.1997 № 591 |
| 562.  | Могила Власова Т. М., полковника, Георгіївського кавалера, учасника Першої світової війни. |                                                 | Дорогожицька вул., 7          | № 281/82        | Розпорядження Київської міської державної адміністрації від 07.05.1997 № 591 |
| 563.  | Могила Врублевського П. П., полковника, учасника російсько-турецької війни 1877—1878 рр. |                                                 | Дорогожицька вул., 7          | № 281/83        | Розпорядження Київської міської державної адміністрації від 07.05.1997 № 591 |
| 564.  | Братська могила (10 осіб) | 1968 р.                                         | Дорогожицька вул., 7          |                 | Рішення виконавчого комітету Київської міськради народних депутатів від 04.08.1980 № 1102 |
| 565.  | Братська могила (9 осіб) | 1968 р.                                         | Дорогожицька вул., 7          |                 | Рішення виконавчого комітету Київської міськради народних депутатів від 04.08.1980 № 1102 |
| 566.  | Братська могила (5 осіб) | 1957 р.                                         | Дорогожицька вул., 7          |                 | Рішення виконавчого комітету Київської міськради народних депутатів від 04.08.1980 № 1102 |
| 567.  | Братська могила (5 осіб) | 1968 р.                                         | Дорогожицька вул., 7          |                 | Рішення виконавчого комітету Київської міськради народних депутатів від 04.08.1980 № 1102 |
| 568.  | Братська могила (4 осіб) | 1966 р.                                         | Дорогожицька вул., 7          |                 | Рішення виконавчого комітету Київської міськради народних депутатів від 04.08.1980 № 1102 |
| 569.  | Братська могила (11 осіб) | 1968 р.                                         | Дорогожицька вул., 7          |                 | Рішення виконавчого комітету Київської міськради народних депутатів від 04.08.1980 № 1102 |
| 570.  | Могила Ничипоренка І. І., українського педагога, освітнього діяча, директора колегії Павла Галагана |                                                 | Дорогожицька вул., 7          | № 281/64        | Розпорядження Київської міської державної адміністрації від 07.05.1997 № 591 |
| 571.  | Могила Потоцького Є. П., генерал-майора, учасника російсько-турецької війни 1877—1878 рр. |                                                 | Дорогожицька вул., 7          | № 281/65        | Розпорядження Київської міської державної адміністрації від 07.05.1997 № 591 |
| 572.  | Братська могила (5 осіб) | 1968 р.                                         | Дорогожицька вул., 7          |                 | Рішення виконавчого комітету Київської міськради народних депутатів від 04.08.1980 № 1102 |
| 573.  | Братські могили радянських воїнів, що загинули в роки Другої світової війни |                                                 | Дорогожицька вул., 7          |                 | Рішення виконавчого комітету Київської міськради народних депутатів від 04.08.1980 № 1102 |
| 574.  | Могила Кисельова Г. Л., музикознавця, доцента |                                                 | Дорогожицька вул., 7          | № 281/124       | Розпорядження Київської міської державної адміністрації від 07.05.1997 № 591 |
| 575.  | Могила Пухальського В. В., піаніста, композитора, ректора Київської консерваторії |                                                 | Дорогожицька вул., 7          | № 281/99        | Розпорядження Київської міської державної адміністрації від 07.05.1997 № 591 |
| 576.  | Братська могила радянських воїнів, що загинули в роки Другої світової війни (7 осіб) | 1959 р.                                         | Дорогожицька вул., 7          |                 | Рішення виконавчого комітету Київської міськради народних депутатів від 04.08.1980 № 1102 |
| 577.  | Родинний склеп Сольських, де похований Сольський Степан Михайлович, голова Київської міської Думи, літератор, педагог, громадський діям. У склепі також знаходиться урна з прахом Маркевича Є. Д., професора.    |                                                 | Дорогожицька вул., 7          | № 281/67        | Розпорядження Київської міської державної адміністрації від 07.05.1997 № 591 |
| 578.  | Братська могила (8 осіб) | 1968 р.                                         | Дорогожицька вул., 7          |                 | Рішення виконавчого комітету Київської міськради народних депутатів від 04.08.1980 № 1102 |
| 579.  | Братська могила радянських воїнів, що загинули в роки Другої світової війни (11 осіб) | 1974—1975 рр.                                   | Дорогожицька вул., 7          |                 | Рішення виконавчого комітету Київської міськради народних депутатів від 04.08.1980 № 1102 |
| 580.  | Братська могила радянських воїнів, що загинули в роки Другої світової війни (4 осіб) | 1968 р.                                         | Дорогожицька вул., 7          |                 | Рішення виконавчого комітету Київської міськради народних депутатів від 04.08.1980 № 1102 |
| 581.  | Братська могила радянських воїнів, що загинули в роки Другої світової війни (5 осіб) | 1968 р.                                         | Дорогожицька вул., 7          |                 | Рішення виконавчого комітету Київської міськради народних депутатів від 04.08.1980 № 1102 |
| 582.  | Могила Закльопи К. П. | 30.11.1972 р.                                   | Дорогожицька вул.             |                 | |
| 583.  | Могила А. М. Шилова | 3.11. 1954 р.                                   | Дорогожицька вул.             |                 | |
| 584.  | Могила Вахолкова Г. І. | 11.03.1956 р.                                   | Дорогожицька вул.             |                 | |
| 585.  | Могила Шеміонка Й. Й. | 6. 3.1961 р.                                    | Дорогожицька вул.             |                 | Рішення виконавчого комітету Київської міськради народних депутатів від 27.01.1970 № 159 |
| 586.  | Могила М. М. Васильєва | 1953 р.                                         | Дорогожицька вул.             |                 | |
| 587.  | Братська могила радянських воїнів, що загинули в роки Другої світової війни (8 осіб) | 1968 р.                                         | Дорогожицька вул., 7          |                 | Рішення виконавчого комітету Київської міськради народних депутатів від 04.08.1980 № 1102 |
| 588.  | Військова дільниця № 5 (114 братських могил радянських воїнів, що загинули в роки Другої світової війни) |                                                 | Дорогожицька вул., 7          |                 | Рішення виконавчого комітету Київської міськради народних депутатів від 04.08.1980 № 1102 |
| 589.  | Братська могила радянських воїнів, що загинули в роки Другої світової війни (4 осіб) | 1956 р.                                         | Дорогожицька вул., 7          |                 | Рішення виконавчого комітету Київської міськради народних депутатів від 04.08.1980 № 1102 |
| 590.  | Братська могила радянських воїнів, що загинули в роки Другої світової війни (5 осіб) | 1966 р.                                         | Дорогожицька вул., 7          |                 | Рішення виконавчого комітету Київської міськради народних депутатів від 04.08.1980 № 1102 |
| 591.  | Братська могила радянських воїнів, що загинули в роки Другої світової війни (15 осіб) | 1968 р.                                         | Дорогожицька вул., 7          |                 | Рішення виконавчого комітету Київської міськради народних депутатів від 04.08.1980 № 1102 |
| 592.  | Братська могила радянських воїнів, що загинули в роки Другої світової війни (3 осіб) | 1968 р.                                         | Дорогожицька вул., 7          |                 | Рішення виконавчого комітету Київської міськради народних депутатів від 04.08.1980 № 1102 |
| 593.  | Братська могила радянських воїнів, що загинули в роки Другої світової війни (7 осіб) | 1959 р.                                         | Дорогожицька вул., 7          |                 | Рішення виконавчого комітету Київської міськради народних депутатів від 04.08.1980 № 1102 |
| 594.  | Військова дільниця № 2 (67 братських могил) |                                                 | Дорогожицька вул., 7          |                 | Рішення виконавчого комітету Київської міськради народних депутатів від 04.08.1980 № 1102 |
| 595.  | Військова дільниця № 3 (121 братська могила) |                                                 | Дорогожицька вул., 7          |                 | Рішення виконавчого комітету Київської міськради народних депутатів від 04.08.1980 № 1102 |
| 596.  | Військова дільниця № 4 (113 братських могил) |                                                 | Дорогожицька вул., 7          |                 | Рішення виконавчого комітету Київської міськради народних депутатів від 04.08.1980 № 1102 |
| 597.  | Братська могила радянських воїнів, що загинули в роки Другої світової війни (8 осіб) | 1968 р.                                         | Дорогожицька вул., 7          |                 | Рішення виконавчого комітету Київської міськради народних депутатів від 04.08.1980 № 1102 |
| 598.  | Комплекс пам'яток на місці масового знищення мирного населення та військовополонених в урочищі Бабин Яр під час гітлерівської окупації                                                                           | 1941—1943, 1976—2001 рр.                        | Дорогожицька вул.             | № 260033        | Постанова Кабінету Міністрів України від 03.09.2009 № 928 |
| 599.  | Надгробок Редлиха О.-А. М. | 1900 р.                                         | Дорогожицька вул., 7          |                 | Наказ Міністерства культури і туризму України від 22.12.2005 № 1071 |
| 600.  | Могила Рухлядєва О. М., архітектора, професора | 1947 р.                                         | Дорогожицька вул., 7          | № 281/6         | Рішення виконавчого комітету Київської міськради народних депутатів від 27.01.1970 № 159 |
| 601.  | Братська могила (7 осіб) | 1968 р.                                         | Дорогожицька вул., 7          |                 | Рішення виконавчого комітету Київської міськради народних депутатів від 04.08.1980 № 1102 |
| 602.  | Могила Чаговця В. Ю., філолога, академіка |                                                 | Дорогожицька вул., 7          | № 281/14        | Рішення виконавчого комітету Київської міськради народних депутатів від 27.01.1970 № 159 |
| 603.  | Могила Васютинського К. С., інженера шляхів сполучень, гідролога, статського радника |                                                 | Дорогожицька вул., 7          | № 281/121       | Розпорядження Київської міської державної адміністрації від 07.05.1997 № 591 |
| 604.  | Могила Граве Д. О., математика, академіка АН України |                                                 | Дорогожицька вул., 7          | № 281/122       | Розпорядження Київської міської державної адміністрації від 07.05.1997 № 591 |
| 605.  | Могила Дурдуковського С. Ф., співака, педагога |                                                 | Дорогожицька вул., 7          | № 281/123       | Розпорядження Київської міської державної адміністрації від 07.05.1997 № 591 |
| 606.  | Могила Корецького Володимира Михайловича (18.02.1890 — 25.07.1984) українського юриста, фахівця в галузі міжнародного права і загальної історії держави і права, академіка УАН                                   | 18.02.1890 р. — 25.07.1984 р.                   | Дорогожицька вул., 7          |                 | Наказ Міністерства культури і туризму України від 22.12.2005 № 1071 |
| 607.  | Могила Берестовського В. Ф., актора театру драми в Москві, дворянина |                                                 | Дорогожицька вул., 7          | № 281/51        | Розпорядження Київської міської державної адміністрації від 07.05.1997 № 591 |
| 608.  | Надгробок Щоголева О. С. підпоручника 131 пішого Тираспольського полку, загинув на фронті | 01.03.1887 р. — 28.12.1914 р.                   | Дорогожицька вул., 7          |                 | Наказ Міністерства культури і туризму України від 22.12.2005 № 1071 |
| 609.  | Могила Богдановича Д. Ф., полковника, учасника Кримської війни 1853—1856 рр. |                                                 | Дорогожицька вул., 7          | № 281/52        | Розпорядження Київської міської державної адміністрації від 07.05.1997 № 591 |
| 610.  | Могила Семака П. І., полковника, Героя Радянського Союзу | 1962 р.                                         | Дорогожицька вул., 7          |                 | Рішення виконавчого комітету Київської міськради народних депутатів від 15.07.1974 № 1041 |
| 611.  | Могила Голембіовського К. Т., дворяніна губернського секретаря |                                                 | Дорогожицька вул., 7          | № 281/57        | Розпорядження Київської міської державної адміністрації від 07.05.1997 № 591 |
| 612.  | Могила Гейнріхсена К. К., учасника Російсько-турецької війни 1877—1878 рр. |                                                 | Дорогожицька вул., 7          | № 281/56        | Розпорядження Київської міської державної адміністрації від 07.05.1997 № 591 |
| 613.  | Надгробок на могилі Воробйова О. М. | Поч. XX ст.                                     | Дорогожицька вул., 7          | № 281/55        | Розпорядження Київської міської державної адміністрації від 07.05.1997 № 591 |
| 614.  | Могила Виноградова В. В., відомого лікаря, доктора медичних наук, професора. |                                                 | Дорогожицька вул., 7          | № 281/108       | Розпорядження Київської міської державної адміністрації від 07.05.1997 № 591 |
| 615.  | Могила Горобця Т. П., генерал-майора, Героя Радянського Союзу | 1961 р.                                         | Дорогожицька вул., 7          |                 | Рішення виконавчого комітету Київської міськради народних депутатів від 15.07.1974 № 1041 |
| 616.  | Надгробок на могилі Ягелло О. М. | Поч. XX ст.                                     | Дорогожицька вул., 7          | № 281/107       | Розпорядження Київської міської державної адміністрації від 07.05.1997 № 591 |
| 617.  | Надгробок та могила Лохтіна М. М. відомого шахіста, громадського діяча | 1844—1911 рр.                                   | Дорогожицька вул., 7          |                 | Наказ Міністерства культури і туризму України від 22.12.2005 № 1071 |
| 618.  | Могила Лур'є О. Ю., член-кореспондента АН УРСР | 1959 р.                                         | Дорогожицька вул., 7          | № 281/15        | Рішення виконавчого комітету Київської міськради народних депутатів від 27.01.1970 № 159 |
| 619.  | Могила Дядицина Д. С., гвардії капітана, Героя Радянського Союзу | 1972 р.                                         | Дорогожицька вул., 7          |                 | Рішення виконавчого комітету Київської міськради народних депутатів від 15.07.1974 № 1041 |
| 620.  | Надгробок Городецької М. М. | Поч. XX ст.                                     | Дорогожицька вул., 7          |                 | Наказ Управління охорони пам'яток історії, культури та історичного середовища від 04.11.1998 № 53 |
| 621.  | Могила Дамиловського М. О., видатного архітектора |                                                 | Дорогожицька вул., 7          | № 281/50        | Розпорядження Київської міської державної адміністрації від 07.05.1997 № 591 |
| 622.  | Надгробок Колосової В. І. | 1910—1921 рр.                                   | Дорогожицька вул., 7          |                 | Наказ Міністерства культури і туризму України від 22.12.2005 № 1071 |
| 623.  | Могила Мировича В. Л., штабс-капітана, дворянина, засновника церкви на Лук'янівському кладовищі |                                                 | Дорогожицька вул., 7          | № 281/63        | Розпорядження Київської міської державної адміністрації від 07.05.1997 № 591 |
| 624.  | Могила Альошина П. Ф., архітектора, доктора архітектури | 1963 р.                                         | Дорогожицька вул., 7          | № 281/20        | Рішення виконавчого комітету Київської міськради народних депутатів від 30.07.1984 № 693 |
| 625.  | Могила Русова В. О., майора, Героя Радянського Союзу |                                                 | Дорогожицька вул., 7          |                 | Рішення виконавчого комітету Київської міськради народних депутатів від 15.07.1974 № 1041 |
| 626.  | Надгробок на могилі Мальованської В. | Кін. XIX ст.                                    | Дорогожицька вул., 7          | № 281/62        | Розпорядження Київської міської державної адміністрації від 07.05.1997 № 591 |
| 627.  | Могила Кулієвої Н. К., лікаря, доцента, кандидата медичних наук |                                                 | Дорогожицька вул., 7          | № 281/61        | Розпорядження Київської міської державної адміністрації від 07.05.1997 № 591 |
| 628.  | Надгробок Коханської М. К. та Косенко А. К. | 1907 р.                                         | Дорогожицька вул., 7          |                 | Наказ Міністерства культури і туризму України від 22.12.2005 № 1071 |
| 629.  | Могила Добрянського О. Д., тричі Георгієвського кавалера, бомбардира Першої світової війни |                                                 | Дорогожицька вул., 7          | № 281/48        | Розпорядження Київської міської державної адміністрації від 07.05.1997 № 591 |
| 630.  | Могила Ширикова М. С., Героя Радянського Союзу | 1968 р.                                         | Дорогожицька вул., 7          |                 | Рішення виконавчого комітету Київської міськради народних депутатів від 15.07.1974 № 1041 |
| 631.  | Могила Тарасевича І. Г., церковного діяча, протоієрея |                                                 | Дорогожицька вул., 7          | № 281/68        | Розпорядження Київської міської державної адміністрації від 07.05.1997 № 591 |
| 632.  | Могила Глухова М. І., генерал-лейтенанта | 1948 р.                                         | Дорогожицька вул., 7          | № 281/21        | Рішення виконавчого комітету Київської міськради народних депутатів від 15.07.1974 № 1041 |
| 633.  | Надгробок Рашевської М. І. | Поч. 20 ст.                                     | Дорогожицька вул., 7          | № 2600001/78    | Наказ Міністерства культури і туризму України від 22.12.2005 № 1071 |
| 634.  | Надгробок Забіяки М. | 1917 р.                                         | Дорогожицька вул., 7          |                 | Наказ Управління охорони пам'яток історії, культури та історичного середовища від 04.11.1998 № 53 |
| 635.  | Могила Де-Метца Г. Г., фізика, професора КДУ. |                                                 | Дорогожицька вул., 7          | № 281/117       | Розпорядження Київської міської державної адміністрації від 07.05.1997 № 591 |
| 636.  | Надгробок Редлих М. М. | 1900 р.                                         | Дорогожицька вул., 7          |                 | Наказ Міністерства культури і туризму України від 22.12.2005 № 1071 |
| 637.  | Могила Писемського Г. Ф., акушер-гінеколога, заслуженого діяча науки, професора | 1938 р.                                         | Дорогожицька вул., 7          | № 281/12        | Рішення виконавчого комітету Київської міськради народних депутатів від 27.01.1970 № 159 |
| 638.  | Могила Яновського Ф. Г., професора |                                                 | Дорогожицька вул., 7          | № 281/27        | Рішення виконавчого комітету Київської міськради народних депутатів від 27.01.1970 № 159 |
| 639.  | Могила Веселова О. М., сержанта, Героя Радянського Союзу | 1970 р.                                         | Дорогожицька вул., 7          |                 | Рішення виконавчого комітету Київської міськради народних депутатів від 15.07.1974 № 1041 |
| 640.  | Могила Бернштейна О. Б., лікаря, професора-дерматолога, заст. директора КІВЛ. |                                                 | Дорогожицька вул., 7          | № 281/114       | Розпорядження Київської міської державної адміністрації від 07.05.1997 № 591 |
| 641.  | Могила Іванова М. С., голови Кременецької земельної управи |                                                 | Дорогожицька вул., 7          | № 281/86        | Розпорядження Київської міської державної адміністрації від 07.05.1997 № 591 |
| 642.  | Могила Долгова І. Г., дворянина, полковника |                                                 | Дорогожицька вул., 7          | № 281/58        | Розпорядження Київської міської державної адміністрації від 07.05.1997 № 591 |
| 643.  | Могила Латишевої К. Я., професора, доктора математичних наук (першої жінки математика в Україні) |                                                 | Дорогожицька вул., 7          | № 281/45        | Розпорядження Київської міської державної адміністрації від 07.05.1997 № 591 |
| 644.  | Могила Калиновича М. Я., мовознавця, академіка АН України |                                                 | Дорогожицька вул., 7          | № 281/59        | Розпорядження Київської міської державної адміністрації від 07.05.1997 № 591 |
| 645.  | Надгробок на могилі Завадського С. П. | Поч. XX ст.                                     | Дорогожицька вул., 7          | № 281/49        | Розпорядження Київської міської державної адміністрації від 07.05.1997 № 591 |
| 646.  | Могила Пироженка С. М., Героя Радянського Союзу | 1962 р.                                         | Дорогожицька вул., 7          |                 | Рішення виконавчого комітету Київської міськради народних депутатів від 15.07.1974 № 1041 |
| 647.  | Могила Бурячка І. М., художника -графіка, видатного художника театру. Одного із засновників реалістичної школи театрально-декоративного мистецтва                                                                |                                                 | Дорогожицька вул., 7          | № 281/46        | Розпорядження Київської міської державної адміністрації від 07.05.1997 № 591 |
| 648.  | Могила Гаккебуша В. М., українського лікаря-психіатра, професора Київського медичного інституту |                                                 | Дорогожицька вул., 7          | № 281/47        | Розпорядження Київської міської державної адміністрації від 07.05.1997 № 591 |
| 649.  | Надгробок Овсяннікових О. К. та М. І. | Поч. XX ст.                                     | Дорогожицька вул., 7          |                 | Наказ Міністерства культури і туризму України від 22.12.2005 № 1071 |
| 650.  | Могила Базилевського Є.Є., генерал-майора, учасника російсько-турецької війни 1877—1878 рр. |                                                 | Дорогожицька вул., 7          | № 281/79        | Розпорядження Київської міської державної адміністрації від 07.05.1997 № 591 |
| 651.  | Могила Симінського К. К., академіка АН України |                                                 | Дорогожицька вул., 7          | № 281/120       | Розпорядження Київської міської державної адміністрації від 07.05.1997 № 591 |
| 652.  | Могила Різниченка В. В., геолога, академіка АН України |                                                 | Дорогожицька вул., 7          | № 281/119       | Розпорядження Київської міської державної адміністрації від 07.05.1997 № 591 |
| 653.  | Могила Вербицького О. М., архітектора |                                                 | Дорогожицька вул., 7          | № 281/7         | Рішення виконавчого комітету Київської міськради народних депутатів від 30.07.1984 № 693 |
| 654.  | Могила Марзєєва О. М., академіка | 1957 р.                                         | Дорогожицька вул., 7          | № 281/13        | Рішення виконавчого комітету Київської міськради народних депутатів від 27.01.1970 № 159 |
| 655.  | Могила братська В. Г. Хохлова та О. Г. Хохлової |                                                 | Дорогожицька вул., 7          | № 281/9         | Рішення виконавчого комітету Київської міськради народних депутатів від 27.01.1970 № 159 |
| 656.  | Могила Орлова О. Я.,, дійсного члена АН УРСР | 1955 р.                                         | Дорогожицька вул., 7          | № 281/8         | Рішення виконавчого комітету Київської міськради народних депутатів від 27.01.1970 № 159 |
| 657.  | Могила Кащенка М. Ф., дійсного член-кореспондента АН УРСР | 1936 р.                                         | Дорогожицька вул., 7          | № 281/31        | Рішення виконавчого комітету Київської міськради народних депутатів від 27.01.1970 № 159 |
| 658.  | Могила Гаврилюка Т. М., учасника жовтневого перевороту та громадянської війни в Україні | 1958 р.                                         | Дорогожицька вул., 7          | № 281/10        | Рішення виконавчого комітету Київської міськради народних депутатів від 27.01.1970 № 159 |
| 659.  | Могила Воблого Костянтина Григоровича (1876—1947), визначного економіста, географа, дійсного члена ВУАН. | 1876—1947 рр.                                   | Дорогожицька вул., 7          |                 | Наказ Міністерства культури і туризму України від 22.12.2005 № 1071 |
| 660.  | Надгробок на могилі Крамаренка Є. В. | Кін. XIX — поч. XX ст.                          | Дорогожицька вул., 7          | № 281/60        | Розпорядження Київської міської державної адміністрації від 07.05.1997 № 591 |
| 661.  | Могила Симашкіна П. Г., колезького радника, начальника Лук'янівської в'язниці. |                                                 | Дорогожицька вул., 7          | № 281/78        | Розпорядження Київської міської державної адміністрації від 07.05.1997 № 591 |
| 662.  | Могила Фоміна С. М. | 16.11.1958 р.                                   | Дорогожицька вул., 7          |                 | Рішення виконавчого комітету Київської міськради народних депутатів від 05.09.1977 № 1332 |
| 663.  | Надгробок на могилі Контребинської Є. К. | Кін. XIX ст.                                    | Дорогожицька вул., 7          | № 281/76        | Розпорядження Київської міської державної адміністрації від 07.05.1997 № 591 |
| 664.  | Могила Стражеска М. Д., академіка, Героя Соціалістичної праці | 1955 р.                                         | Дорогожицька вул., 7          | № 281/18        | Рішення виконавчого комітету Київської міськради народних депутатів від 27.01.1970 № 159 |
| 665.  | Надгробок на могилі Страховського Л. В. | Поч. XX ст.                                     | Дорогожицька вул., 7          | № 281/112       | Розпорядження Київської міської державної адміністрації від 07.05.1997 № 591 |
| 666.  | Надгробок на могилі Вишневської Є. | Кін. XIX — поч. XX ст.                          | Дорогожицька вул., 7          | № 281/71        | Розпорядження Київської міської державної адміністрації від 07.05.1997 № 591 |
| 667.  | Могила Слишкіна П. М., генерал-майор | 1970 р.                                         | Дорогожицька вул., 7          |                 | Рішення виконавчого комітету Київської міськради народних депутатів від 05.09.1977 № 1332 |
| 668.  | Могила Куценка О. А., гвардії генерал-майора |                                                 | Дорогожицька вул., 7          |                 | Рішення виконавчого комітету Київської міськради народних депутатів від 05.09.1977 № 1332 |
| 669.  | Могила Орлової Н. П., учасниці визволення Києва у 1943 році | 1954 р.                                         | Дорогожицька вул., 7          |                 | Рішення виконавчого комітету Київської міськради народних депутатів від 27.01.1970 № 159 |
| 670.  | Могила Улиска В. А., Народного Героя Югославії, підполковника |                                                 | Дорогожицька вул., 7          |                 | Рішення виконавчого комітету Київської міськради народних депутатів від 15.07.1974 № 1041 |
| 671.  | Могила Мнишенка М. Я., полковника, Героя Радянського Союзу | 1968 р.                                         | Дорогожицька вул., 7          |                 | Рішення виконавчого комітету Київської міськради народних депутатів від 15.07.1974 № 1041 |
| 672.  | Надгробок на могилі Клебановського Ф. С. | Поч. XX ст.                                     | Дорогожицька вул., 7          | № 281/94        | Розпорядження Київської міської державної адміністрації від 07.05.1997 № 591 |
| 673.  | Могила Гаккебуш Л. М., народної артистки УРСР | 1970 р.                                         | Дорогожицька вул., 7          | № 281/26        | Рішення виконавчого комітету Київської міськради народних депутатів від 27.01.1970 № 159 |
| 674.  | Могила Рєпіна І. П. |                                                 | Дорогожицька вул., 7          |                 | Рішення виконавчого комітету Київської міськради народних депутатів від 05.09.1977 № 1332 |
| 675.  | Могила Максимовича Й. А., генерал-майора |                                                 | Дорогожицька вул., 7          |                 | Рішення виконавчого комітету Київської міськради народних депутатів від 05.09.1977 № 1332 |
| 676.  | Могила Даденкова Миколи Федоровича (1885—1955), вченого, педагога, професора Дніпропетровського і Ніжинського інститутів освіти, Київського педінституту.                                                        | 1885—1955 рр.                                   | Дорогожицька вул., 7          |                 | Наказ Міністерства культури і туризму України від 22.12.2005 № 1071 |
| 677.  | Могили Діндо Жозефіни Костянтинівни (1902—1953), скульпторки, та Кратка Бернарда Михайловича (1884—1960), скульптора-імпресіоніста, членів Академії Мистецтв.                                                    | 1884—1960 рр., 1902—1953 рр.                    | Дорогожицька вул., 7          |                 | Наказ Міністерства культури і туризму України від 22.12.2005 № 1071 |
| 678.  | Могила Рязанова В. Г., гвардії генерал-лейтенанта, Героя Радянського Союзу | 1951 р.                                         | Дорогожицька вул., 7          |                 | Рішення виконавчого комітету Київської міськради народних депутатів від 22.02.1971 № 301 |
| 679.  | Могила Петроченка Ф. Ф., генерал-майора |                                                 | Дорогожицька вул., 7          |                 | Рішення виконавчого комітету Київської міськради народних депутатів від 05.09.1977 № 1332 |
| 680.  | Могила Іжевського Василя Петровича (1863—1926), українського вченого у галузі металургії | 1836—1926 рр.                                   | Дорогожицька вул., 7          |                 | Наказ Міністерства культури і туризму України від 22.12.2005 № 1071 |
| 681.  | Могила Пироговського О. С., секретаря Залізничного підпільного райкому КП(б)У м. Києва в роки Великої вітчизняної війни                                                                                          |                                                 | Дорогожицька вул., 7          | № 281/22        | Рішення виконавчого комітету Київської міськради народних депутатів від 30.07.1984 № 693 |
| 682.  | Могила Васютинського П. Г., українського офтальмолога, доктора медичних наук, професора. |                                                 | Дорогожицька вул., 7          | № 281/54        | Розпорядження Київської міської державної адміністрації від 07.05.1997 № 591 |
| 683.  | Надгробок на могилі Васнєцової С. І. | Кін. XIX ст.                                    | Дорогожицька вул., 7          | № 281/53        | Розпорядження Київської міської державної адміністрації від 07.05.1997 № 591 |
| 684.  | Могила Караваєва Володимира Опанасовича (9.03.1864 — 7.01.1939), українського зоолога і мандрівника, академіка.                                                                                                  | 9.03.1864 — 7. І.1939 рр.                       | Дорогожицька вул., 7          |                 | Наказ Міністерства культури і туризму України від 22.12.2005 № 1071 |
| 685.  | Могила Кириченка Іллі Микитовича (19.07.1889 — 13.07.1955), українського мовознавця-лексикографа, члена-кореспондента АН УРСР                                                                                    | 19.07.1889 — 13.07.1955 рр.                     | Дорогожицька вул., 7          |                 | Наказ Міністерства культури і туризму України від 22.12.2005 № 1071 |
| 686.  | Могила Коновалова Михайла Івановича (13.11.1858 — 24.12.1906), видатного хіміка-органіка. |                                                 | Дорогожицька вул., 7          |                 | Наказ Міністерства культури і туризму України від 22.12.2005 № 1071 |
| 687.  | Могила Беркута Л. М., українського історика, професора Київського, Варшавського та інших університетів, автор численних наукових праць.                                                                          |                                                 | Дорогожицька вул., 7          | № 281/43        | Розпорядження Київської міської державної адміністрації від 07.05.1997 № 591 |
| 688.  | Могила Кандиби М. І., представника старовинного українського роду, який походив з Корсунських полковників. |                                                 | Дорогожицька вул., 7          | № 281/44        | Розпорядження Київської міської державної адміністрації від 07.05.1997 № 591 |
| 689.  | Могила Жданова В. М., генерал-полковника авіації | 1956 р.                                         | Дорогожицька вул., 7          |                 | Рішення виконавчого комітету Київської міськради народних депутатів від 15.07.1974 № 1041 |
| 690.  | Могила Лободи Андрія Митрофановича (1871—1931), фольклориста, літературознавця і педагога, професора Київського Університету, дійсного члена УАН, члена-кореспондента АН СРСР.                                   | 1871—1931 рр.                                   | Дорогожицька вул., 7          |                 | Наказ Міністерства культури і туризму України від 22.12.2005 № 1071 |
| 691.  | Могила Кощеєва Є. О., учасника громадянської і Другої світової війни |                                                 | Дорогожицька вул., 7          |                 | Рішення виконавчого комітету Київської міськради народних депутатів від 05.09.1977 № 1332 |
| 692.  | Могила Кеди І. М., генерал-майора | 1957 р.                                         | Дорогожицька вул., 7          |                 | Рішення виконавчого комітету Київської міськради народних депутатів від 05.09.1977 № 1332 |
| 693.  | Родинна могила Прахова Миколи Адріановича (1873—1957), українського художника і мистецтвознавця. | 1873—1957 рр.                                   | Дорогожицька вул., 7          |                 | Наказ Міністерства культури і туризму України від 22.12.2005 № 1071 |
| 694.  | Могила Бондаренка В. Г., чекіста, полковника | 1972 р.                                         | Дорогожицька вул., 7          |                 | Рішення виконавчого комітету Київської міськради народних депутатів від 05.09.1977 № 1332 |
| 695.  | Надгробок Косткевича І. | 1911 р.                                         | Дорогожицька вул., 7          |                 | Наказ Міністерства культури і туризму України від 22.12.2005 № 1071 |
| 696.  | Могила Полосухіна Л. М., генерал-майора | 1963 р.                                         | Дорогожицька вул., 7          |                 | Рішення виконавчого комітету Київської міськради народних депутатів від 05.09.1977 № 1332 |
| 697.  | Могила Ляскоронського В. Г., вченого-археолога, історика, нумізмата |                                                 | Дорогожицька вул., 7          | № 281/95        | Розпорядження Київської міської державної адміністрації від 07.05.1997 № 591 |
| 698.  | Надгробок на могилі Медвідь Н. С. | Поч. XX ст.                                     | Дорогожицька вул., 7          | № 281/96        | Розпорядження Київської міської державної адміністрації від 07.05.1997 № 591 |
| 699.  | Могила Кисліцина Д. І., гвардії негерал-майора, учасника громадянської і Великої вітчизняної війн |                                                 | Дорогожицька вул., 7          |                 | Рішення виконавчого комітету Київської міськради народних депутатів від 05.09.1977 № 1332 |
| 700.  | Могила Старченка В. Ф., член-коресподента АН УРСР | 1949 р.                                         | Дорогожицька вул., 7          | № 0/0           | Рішення виконавчого комітету Київської міськради народних депутатів від 27.01.1970 № 159 |
| 701.  | Могила Шапкіна І. С., генерал-майора | 1968 р.                                         | Дорогожицька вул., 7          |                 | Рішення виконавчого комітету Київської міськради народних депутатів від 05.09.1977 № 1332 |
| 702.  | Могила Василенка Миколи Прокоповича (14.02.1866 — 3.10.1935), історика права, громадського і політ. діяча, члена УАН                                                                                             | 14.02.1866 р. — 3.10.1935 р.                    | Дорогожицька вул., 7          |                 | Наказ Міністерства культури і туризму України від 22.12.2005 № 1071 |
| 703.  | Могила Філіпова (Фрідмана) Л. О., учасника громадянської і Великої вітчизняної війни |                                                 | Дорогожицька вул., 7          |                 | Рішення виконавчого комітету Київської міськради народних депутатів від 05.09.1977 № 1332 |
| 704.  | Могила Мелехонова В. М., генерал-майора | 1973 р.                                         | Дорогожицька вул., 7          |                 | Рішення виконавчого комітету Київської міськради народних депутатів від 05.09.1977 № 1332 |
| 705.  | Могила Світлицького Г. П., українського художника | 1949 р.                                         | Дорогожицька вул., 7          | № 260020/4      | Постанова Кабінету Міністрів України від 03.09.2009 № 928, Рішення виконавчого комітету Київської міськради народних депутатів від 27.01.1970 № 159                                                  |
| 706.  | Могила Синявського С. І., магістра теології Київської духовної академії |                                                 | Дорогожицька вул., 7          | № 281/66        | Розпорядження Київської міської державної адміністрації від 07.05.1997 № 591 |
| 707.  | Могила Баленка О. О., генерал-майора, Героя Радянського Союзу |                                                 | Дорогожицька вул., 7          |                 | Рішення виконавчого комітету Київської міськради народних депутатів від 15.07.1974 № 1041 |
| 708.  | Могила Мурашка О. О., українського художника | 1919 р.                                         | Дорогожицька вул., 7          | № 20020/1       | Постанова Кабінету Міністрів України від 03.09.2009 № 928 |
| 709.  | Могила Лаппо-Данілевського М. Л., відомого громадського діяча |                                                 | Дорогожицька вул., 7          | № 281/88        | Розпорядження Київської міської державної адміністрації від 07.05.1997 № 591 |
| 710.  | Могила Новичкова Є. І., судді, дійсного статського радника |                                                 | Дорогожицька вул., 7          | № 281/89        | Розпорядження Київської міської державної адміністрації від 07.05.1997 № 591 |
| 711.  | Могила Пимоненка М. К., художника | 1912 р.                                         | Дорогожицька вул., 7          | № 260020/3      | Постанова Кабінету Міністрів України від 03.09.2009 № 928 |
| 712.  | Могила Юнкерова Л. І., капітана Героя Радянського Союзу | 1949 р.                                         | Дорогожицька вул., 7          |                 | Рішення виконавчого комітету Київської міськради народних депутатів від 22.02.1971 № 301 |
| 713.  | Могила Нестерова П. М., льотчика |                                                 | Дорогожицька вул., 7          | № 20020/2       | Постанова Кабінету Міністрів України від 03.09.2009 № 928 |
| 714.  | Могила Москальчука М. А., підполковника, Героя Радянського Союзу |                                                 | Дорогожицька вул., 7          |                 | Рішення виконавчого комітету Київської міськради народних депутатів від 22.02.1971 № 301 |
| 715.  | Могила Калишина В. Ф., Героя Радянського Союзу | 1967 р.                                         | Дорогожицька вул., 7          |                 | Рішення виконавчого комітету Київської міськради народних депутатів від 15.07.1974 № 1041 |
| 716.  | Могила Єрохіна М. О., генерал-майора |                                                 | Дорогожицька вул., 7          |                 | Рішення виконавчого комітету Київської міськради народних депутатів від 05.09.1977 № 1332 |
| 717.  | Могила Фроленкова А. Г., Героя Радянського Союзу | 1966 р.                                         | Дорогожицька вул., 7          |                 | Рішення виконавчого комітету Київської міськради народних депутатів від 15.07.1974 № 1041 |
| 718.  | Могила Грунського Миколи Кузьмовича (1872—1951), вченого славіста, професора Київського університету. | 1872—1951 рр.                                   | Дорогожицька вул., 7          |                 | Наказ Міністерства культури і туризму України від 22.12.2005 № 1071 |
| 719.  | Могила Власенка І. А., генерал-майора, Героя Радянського Союзу | 1964 р.                                         | Дорогожицька вул., 7          |                 | Рішення виконавчого комітету Київської міськради народних депутатів від 15.07.1974 № 1041 |
| 720.  | Могила Березіна Я. А., полковника, Героя Радянського Союзу | 1957 р.                                         | Дорогожицька вул., 7 дільн. 2 |                 | Рішення виконавчого комітету Київської міськради народних депутатів від 15.07.1974 № 1041 |
| 721.  | Могила Сперанського В. М., партизана періоду громадянської і Великої вітчизняної війн | 1956 р.                                         | Дорогожицька вул., 7          |                 | Рішення виконавчого комітету Київської міськради народних депутатів від 05.09.1977 № 1332 |
| 722.  | Могила Розової М. П., учасниці Російсько-турецької війни |                                                 | Дорогожицька вул., 7          | № 281/3         | Рішення виконавчого комітету Київської міськради народних депутатів від 05.09.1977 № 1332 |
| 723.  | Могила Шевченка І. П., генерал-майора, учасника Великої вітчизняної війни | 1957 р.                                         | Дорогожицька вул., 7          |                 | Рішення виконавчого комітету Київської міськради народних депутатів від 05.09.1977 № 1332 |
| 724.  | Могила Подойніцина Г. Я., учасника громадянської і Великої вітчизняної війн, генерал-майора | 1957 р.                                         | Дорогожицька вул., 7          |                 | Рішення виконавчого комітету Київської міськради народних депутатів від 05.09.1977 № 1332 |
| 725.  | Могила Любанського Б. І., гвардії генерал-майора | 1968 р.                                         | Дорогожицька вул., 7          |                 | Рішення виконавчого комітету Київської міськради народних депутатів від 05.09.1977 № 1332 |
| 726.  | Могила Рабіновича Л. Ю., партизана громадянської війни, генерал-майора |                                                 | Дорогожицька вул., 7          |                 | Рішення виконавчого комітету Київської міськради народних депутатів від 05.09.1977 № 1332 |
| 727.  | Могила Мікушева Г. М., учасника оборони м. Києва у 1941 р, генерал-майора |                                                 | Дорогожицька вул., 7          |                 | Рішення виконавчого комітету Київської міськради народних депутатів від 05.09.1977 № 1332 |
| 728.  | Могила Боброва О. Г., генерал-майора авіації |                                                 | Дорогожицька вул., 7          |                 | Рішення виконавчого комітету Київської міськради народних депутатів від 05.09.1977 № 1332 |
| 729.  | Могила Петрова В. П., партизана-розвідника | 1970 р.                                         | Дорогожицька вул., 7          |                 | Рішення виконавчого комітету Київської міськради народних депутатів від 05.09.1977 № 1332 |
| 730.  | Могила Балабухи Г. О., відомого Київського кондитера, почесного громадянина м. Києва. |                                                 | Дорогожицька вул., 7          | № 281/81        | Розпорядження Київської міської державної адміністрації від 07.05.1997 № 591 |
| 731.  | Могила Федорова М. М., дійсного члена АН УРСР | 1949 р.                                         | Дорогожицька вул., 7          | № 281/30        | Рішення виконавчого комітету Київської міськради народних депутатів від 27.01.1970 № 159 |
| 732.  | Могила Зеленцова В. М., генерал-майора, Героя Радянського Союзу | 1963 р.                                         | Дорогожицька вул., 7          |                 | Рішення виконавчого комітету Київської міськради народних депутатів від 15.07.1974 № 1041 |
| 733.  | Могила Волосова Ф. В., учасника Великої вітчизняної війни |                                                 | Дорогожицька вул., 7          |                 | Рішення виконавчого комітету Київської міськради народних депутатів від 05.09.1977 № 1332 |
| 734.  | Надгробок Городецького Г. М. та М. М. | Поч. XX ст.                                     | Дорогожицька вул., 7          |                 | Наказ Міністерства культури і туризму України від 22.12.2005 № 1071 |
| 735.  | Могила Соколова П. П., професора університету св. Володимира. |                                                 | Дорогожицька вул., 7          | № 281/126       | Розпорядження Київської міської державної адміністрації від 07.05.1997 № 591 |
| 736.  | Могила Рузького О. П., інженера-механіка КПІ, професора |                                                 | Дорогожицька вул., 7          | № 281/100       | Розпорядження Київської міської державної адміністрації від 07.05.1997 № 591 |
| 737.  | Надгробок на могилі Севрука В. П. | Кін. XIX — поч. XX ст.                          | Дорогожицька вул., 7          | № 281/102       | Розпорядження Київської міської державної адміністрації від 07.05.1997 № 591 |
| 738.  | Надгробок на могилі Севрука Т. П. | Кін. XIX — поч. XX ст.                          | Дорогожицька вул., 7          | № 281/101       | Розпорядження Київської міської державної адміністрації від 07.05.1997 № 591 |
| 739.  | Могила Квітницького М. В., генерал-майора, судді Київського військово-окружного суду |                                                 | Дорогожицька вул., 7          | № 281/75        | Розпорядження Київської міської державної адміністрації від 07.05.1997 № 591 |
| 740.  | Могила Зейферта І. І., надвірного радника, засновника кладовища. |                                                 | Дорогожицька вул., 7          | № 281/73        | Розпорядження Київської міської державної адміністрації від 07.05.1997 № 591 |
| 741.  | Надгробок на могилі Голофеєвої В. О. | Кін. XIX — поч. XX ст.                          | Дорогожицька вул., 7          | № 281/72        | Розпорядження Київської міської державної адміністрації від 07.05.1997 № 591 |
| 742.  | Могила Крутеня Є. М., засновника вітчизняної авіації | 1974 р.                                         | Дорогожицька вул., 7          | № 281/17        | Рішення виконавчого комітету Київської міськради народних депутатів від 05.09.1977 № 1332 |
| 743.  | Могила Цинченка О. В., учасника жовтневого і січневого повстань 1918 року в Києві | 1959 р.                                         | Дорогожицька вул., 7          |                 | Рішення виконавчого комітету Київської міськради народних депутатів від 05.09.1977 № 1332 |
| 744.  | Могила Фоміна О. В., генерал-майора | 1959 р.                                         | Дорогожицька вул., 7          | № 281/32        | Рішення виконавчого комітету Київської міськради народних депутатів від 17.11.1987 № 1112 |
| 745.  | Могила Герасименка В. П., учасника громадянської війни | 1961 р.                                         | Дорогожицька вул., 7          |                 | Рішення виконавчого комітету Київської міськради народних депутатів від 05.09.1977 № 1332 |
| 746.  | Могила Алексєєва Н.Є., учасника Великої вітчизняної війни, гвардії генерал-майора | 1956 р.                                         | Дорогожицька вул., 7          |                 | Рішення виконавчого комітету Київської міськради народних депутатів від 05.09.1977 № 1332 |
| 747.  | Могила Адольфа В. Е., льотчика-випробувача. |                                                 | Дорогожицька вул., 7          | № 281/129       | Розпорядження Київської міської державної адміністрації від 07.05.1997 № 591 |
| 748.  | Могила Гапонова І. І., професора, інженера-гідромеліоратора |                                                 | Дорогожицька вул., 7          | № 281/85        | Розпорядження Київської міської державної адміністрації від 07.05.1997 № 591 |
| 749.  | Надгробок Бакеркіної В. | 1927—1937                                       | Дорогожицька вул., 7          |                 | Наказ Міністерства культури і туризму України від 22.12.2005 № 1071 |
| 750.  | Могила Тулуб П. О., поета, юриста. |                                                 | Дорогожицька вул., 7          | № 281/128       | Розпорядження Київської міської державної адміністрації від 07.05.1997 № 591 |
| 751.  | Могила Тулуб Є. В., письменниці, дружини Тулуб О. П. |                                                 | Дорогожицька вул., 7          | № 281/127       | Розпорядження Київської міської державної адміністрації від 07.05.1997 № 591 |
| 752.  | Могила Александрова В. І., конструктора міномета «Катюша» |                                                 | Дорогожицька вул., 7          | № 281/2         | Рішення виконавчого комітету Київської міськради народних депутатів від 05.09.1977 № 1332 |
| 753.  | Могила Сафонова Тимофія Олексійовича (1873—1930), українського живописця, учня Мурашка М. та Репіна І. | 1873—1930 рр.                                   | Дорогожицька вул., 7          |                 | Наказ Міністерства культури і туризму України від 22.12.2005 № 1071 |
| 754.  | Могила Кричевського Ф. Г., художника | 1963 р.                                         | Дорогожицька вул., 7          | № 281/33        | Рішення виконавчого комітету Київської міськради народних депутатів від 30.07.1984 № 693 |
| 755.  | Могила Орловського В. Д. |                                                 | Дорогожицька вул., 7          | № 281/23        | Рішення виконавчого комітету Київської міськради народних депутатів від 27.01.1970 № 159 |
| 756.  | Могила Неровецького О. І., віце-президента Академії архітектури | 1951 р.                                         | Дорогожицька вул., 7          | № 281/5         | Рішення виконавчого комітету Київської міськради народних депутатів від 27.01.1970 № 159 |
| 757.  | Могила Духоніна М. Л., генерал-майора від інфантерії |                                                 | Дорогожицька вул., 7          | № 281/93        | Розпорядження Київської міської державної адміністрації від 07.05.1997 № 591 |
| 758.  | Могила І. І. Альошина |                                                 | Дорогожицька вул., 7          | № 281/4         | Рішення виконавчого комітету Київської міськради народних депутатів від 27.01.1970 № 159 |
| 759.  | Могила Удовенка В. Я., особистого почесного громадянина Києва |                                                 | Дорогожицька вул., 7          | № 281/92        | Розпорядження Київської міської державної адміністрації від 07.05.1997 № 591 |
| 760.  | Надгробок Миронової-Корегіної | Кін. XIX — поч. XX ст.                          | Дорогожицька вул., 7          |                 | Наказ Міністерства культури і туризму України від 22.12.2005 № 1071 |
| 761.  | Могила Демидова Кузьми Прохоровича, актора, співака, хорового диригента та Проценко Людмили Андріївни історика, одного з фундаторів сучасного некрополезнавства                                                  | 1868 — 12.09.1931 р., 19.04.1927 — 7.09.2000 р. | Дорогожицька вул., 7          |                 | Наказ Міністерства культури і туризму України від 22.12.2005 № 1071 |
| 762.  | Могила Моргилевського І. В., історика архітектури | 1940-ті рр.                                     | Дорогожицька вул., 7          |                 | Наказ Управління охорони пам'яток історії, культури та історичного середовища від 04.02.2002 № 11 |
| 763.  | Надгробок Глущенка Ф. Ф. | XIX—XX ст.                                      | Дорогожицька вул., 7          |                 | Наказ Міністерства культури і туризму України від 22.12.2005 № 1071 |
| 764.  | Надгробок Гермайзе Г. М. | Поч. XX ст.                                     | Дорогожицька вул., 7          |                 | Наказ Міністерства культури і туризму України від 22.12.2005 № 1071 |
| 765.  | Надгробок Волк М. Т. |                                                 | Дорогожицька вул., 7          |                 | Наказ Міністерства культури і туризму України від 22.12.2005 № 1071 |
| 766.  | Надгробок Буряченко О. В, | Поч. XX ст.                                     | Дорогожицька вул., 7          |                 | Наказ Міністерства культури і туризму України від 22.12.2005 № 1071 |
| 767.  | Могила Мосіна Олександра Григоровича співака, засл. артиста УРСР | 1871—1929 рр.                                   | Дорогожицька вул., 7          |                 | Наказ Міністерства культури і туризму України від 22.12.2005 № 1071 |
| 768.  | Надгробок Прозороврї В. | Поч. XX ст.                                     | Дорогожицька вул., 7          |                 | Наказ Міністерства культури і туризму України від 22.12.2005 № 1071 |
| 769.  | Могила Демидової Анастасії Андріївни, української співачки, акторки трупи Кропивницького | 3.01.1872 р. — 21.05.1946 р.                    | Дорогожицька вул., 7          |                 | Наказ Міністерства культури і туризму України від 22.12.2005 № 1071 |
| 770.  | Надгробок та могила Забіяки Миколи | 1894—1917 рр.                                   | Дорогожицька вул., 7          |                 | Наказ Міністерства культури і туризму України від 22.12.2005 № 1071 |
| 771.  | Надгробок Богачова О. І. Капітан 86-го Рівненського полку, що загинув під час першої світової війни | 1914 р.                                         | Дорогожицька вул., 7          |                 | Наказ Міністерства культури і туризму України від 22.12.2005 № 1071 |
| 772.  | Склеп невідомого | Поч. XX ст.                                     | Дорогожицька вул., 7          |                 | Наказ Міністерства культури і туризму України від 22.12.2005 № 1071 |
| 773.  | Родинний склеп невідомого | Поч. XX ст.                                     | Дорогожицька вул., 7          | № 0/0           | Наказ Міністерства культури і туризму України від 22.12.2005 № 1071 |
| 774.  | Пам'ятний знак членам ОУН, загиблим у 1942 р. від нацистського режиму | 1992 р.                                         | Дорогожицька вул.             | № 260033/3      | Постанова Кабінету Міністрів України від 03.09.2009 № 928, охор № |
| 775.  | Могила Єрмакова Василя Петровича математика, члена-кореспондента Петербурзької АН, доктора математичних наук, професора                                                                                          | 1872—1936                                       | Дорогожицька вул., 7          |                 | Наказ Міністерства культури і туризму України від 22.12.2005 № 1071 |
| 776.  | Могила Динника Олександра Миколайовича вченого, механіка, академіка АН УРСР і СРСР | 27.08.1895 — 24.04.1961 р.                      | Дорогожицька вул., 7          |                 | Наказ Міністерства культури і туризму України від 22.12.2005 № 1071 |
| 777.  | Могила Геккера А.-Ф. К., архітектора | 1851—1896 рр.                                   | Дорогожицька вул., 7          |                 | Наказ Міністерства культури і туризму України від 22.12.2005 № 1071 |
| 778.  | Могила Малозьомова І. І., архітектора і педагога, першого голови Спілки архітекторів України | 1899—1954 рр.                                   | Дорогожицька вул., 7          |                 | Наказ Міністерства культури і туризму України від 22.12.2005 № 1071 |
| 779.  | Могила Гоффенберга Олександра Мартиновича лікаря, хірурга, одного із засновників фтизіохірургії в Росії | 1877—1949 р.                                    | Дорогожицька вул., 7          |                 | Наказ Міністерства культури і туризму України від 22.12.2005 № 1071 |
| 780.  | Могила Сєвєрова М. П., архітектора і педагога |                                                 | Дорогожицька вул., 7          |                 | Наказ Управління охорони пам'яток історії, культури та історичного середовища від 04.02.2002 № 11 |
| 781.  | Могила Геккера А-Ф. К., архітектора |                                                 | Дорогожицька вул., 7          |                 | Наказ Управління охорони пам'яток історії, культури та історичного середовища від 04.02.2002 № 11 |
| 782.  | Могила Безсмертного В. А., архітектора | 1861—1940 рр.                                   | Дорогожицька вул., 7          |                 | Наказ Міністерства культури і туризму України від 22.12.2005 № 1071 |
| 783.  | Могила Барзиловича С. А., архітектора і педагога | 1903—1958 рр.                                   | Дорогожицька вул., 7          |                 | Наказ Міністерства культури і туризму України від 22.12.2005 № 1071 |
| 784.  | Надгробок Соловйова В. П. | 1908                                            | Дорогожицька вул., 7          | № 0/0           | Розпорядження Київської міської державної адміністрації від 07.05.1997 № 591 |
| 785.  | Надгробок Медвідь Н. С | 1905—1907                                       | Дорогожицька вул., 7          |                 | Розпорядження Київської міської державної адміністрації від 07.05.1997 № 591 |
| 786.  | Надгробок Мальованської Л. | 1899                                            | Дорогожицька вул., 7          |                 | Розпорядження Київської міської державної адміністрації від 07.05.1997 № 591 |
| 787.  | Могила Артоболевського Володимира Михайловича біолога, зоолога, директора зоологічного музею ВУАН | 1874—1952 рр.                                   | Дорогожицька вул., 7          |                 | Наказ Міністерства культури і туризму України від 22.12.2005 № 1071 |
| 788.  | Могила Маслова Сергія Івановича літературознавця, дослідника українських рукописів та стародруків, доктора філологічних наук                                                                                     | 28.11.1880 — 11.01.1957 р.                      | Дорогожицька вул., 7          |                 | Наказ Міністерства культури і туризму України від 22.12.2005 № 1071 |
| 789.  | Могила Григор єв Григорій Іванович першого звукооператора кіностудії ім. Довженка | 1903 — 13.07.1953 р.                            | Дорогожицька вул., 7          |                 | Наказ Міністерства культури і туризму України від 22.12.2005 № 1071 |
| 790.  | Могила Данилевича Василя Юхимовича історика, нумізмата | 1872—1936 р.                                    | Дорогожицька вул., 7          |                 | Наказ Міністерства культури і туризму України від 22.12.2005 № 1071 |
| 791.  | Могила Данилова Віталія Івановича фізика, члена-кореспондента, академіка АН УРСР | 10.04.1902 р. — 19.03.1954 р.                   | Дорогожицька вул., 7          |                 | Наказ Міністерства культури і туризму України від 22.12.2005 № 1071 |
| 792.  | Могила Торова Д. Г., архітектора | 1877—1936 рр.                                   | Дорогожицька вул., 7          |                 | Наказ Міністерства культури і туризму України від 22.12.2005 № 1071 |
| 793.  | Могила Хаустова П. П., архітектора | 1882—1949 рр.                                   | Дорогожицька вул., 7          |                 | Наказ Міністерства культури і туризму України від 22.12.2005 № 1071 |
| 794.  | Могила Харито М. І., композитора і поета | 1886—1918 рр.                                   | Дорогожицька вул., 7          |                 | Наказ Міністерства культури і туризму України від 22.12.2005 № 1071 |
| 795.  | Могила Фельдмана В. А., архітектора, художника, педагога | 1920-ті рр.                                     | Дорогожицька вул., 7          |                 | Наказ Управління охорони пам'яток історії, культури та історичного середовища від 04.02.2002 № 11 |
| 796.  | Могила Северова М. П., архітектора та педагога | 1887—1957 рр.                                   | Дорогожицька вул., 7          |                 | Наказ Міністерства культури і туризму України від 22.12.2005 № 1071 |
| 797.  | Могила Безсмертного В. АП., архітектора | 1940-ві рр.                                     | Дорогожицька вул., 7          |                 | Наказ Управління охорони пам'яток історії, культури та історичного середовища від 04.02.2002 № 11 |
| 798.  | Могила Шапошникова Володимира Георгійовича, вченого-хіміка, професора, засновника і директора Інституту органічної хімії АН УРСР                                                                                 | 25.05.1870 р. — 3.10.1952 р.                    | Дорогожицька вул., 7          |                 | Наказ Міністерства культури і туризму України від 22.12.2005 № 1071 |
| 799.  | Надгробок Софії Фоминичні Гермайзе | Поч. XX ст.                                     | Дорогожицька вул., 7          |                 | Наказ Міністерства культури і туризму України від 22.12.2005 № 1071 |
| 800.  | Надгробок Врублевського Михаїла і Врублевського Миколи | 1888 р., 1889 р.                                | Дорогожицька вул., 7          |                 | Наказ Міністерства культури і туризму України від 22.12.2005 № 1071 |
| 801.  | Надгробок Вовк Марія Тимофіївна | Бл. 1905 — 1907 рр.                             | Дорогожицька вул., 7          |                 | Наказ Міністерства культури і туризму України від 22.12.2005 № 1071 |
| 802.  | Надгробок Брайковської Т. | Бл. 1905 —1907 рр.                              | Дорогожицька вул., 7          |                 | Наказ Міністерства культури і туризму України від 22.12.2005 № 1071 |
| 803.  | Надгробок Бочарової Т. І. | Кін. XX ст.                                     | Дорогожицька вул., 7          |                 | Наказ Міністерства культури і туризму України від 22.12.2005 № 1071 |
| 804.  | Надгробок Акінфієва Васі | Бл. 1910 р.                                     | Дорогожицька вул., 7          |                 | Наказ Міністерства культури і туризму України від 22.12.2005 № 1071 |
| 805.  | Надгробок Алімової Ольги | Поч. XX ст.                                     | Дорогожицька вул., 7          |                 | Наказ Міністерства культури і туризму України від 22.12.2005 № 1071 |
| 806.  | Могила і надгробок Шенберга Сергія Павловича гідролога, професора КПІ, члена гідрологічної секції постійної комісії для виучування природних багатств України при ВУАН                                           | 1877—1936 рр.                                   | Дорогожицька вул., 7          |                 | Наказ Міністерства культури і туризму України від 22.12.2005 № 1071 |
| 807.  | Могила і надгробок Собкевича Антона Івановича лікаря-інфекціоніста, дмректора Інституту туберкульозу | 1883—1945 рр.                                   | Дорогожицька вул., 7          |                 | Наказ Міністерства культури і туризму України від 22.12.2005 № 1071 |
| 808.  | Могила Шиповича М. А. відомого музичного критика, мистецтвознавця, композитора | 11.11.1881 р. — 13.12.1944 р.                   | Дорогожицька вул., 7          |                 | Наказ Міністерства культури і туризму України від 22.12.2005 № 1071 |
| 809.  | Могила Шиповича Костянтина Миколайовича композитора, піаніста, члена Спілки композиторів України, автора багатьох музичних творів                                                                                | 24.02.1907 р. — 7.08.1942 р.                    | Дорогожицька вул., 7          |                 | Наказ Міністерства культури і туризму України від 22.12.2005 № 1071 |
| 810.  | Надгробок Глущенко Филипа Федоровича | XIX ст. — XIX ст.                               | Дорогожицька вул., 7          |                 | Наказ Міністерства культури і туризму України від 22.12.2005 № 1071 |
| 811.  | Могила Черняхівського Євгена Григоровича лікаря-хірурга, доктора медицини, професора, першого директора Київського медичного інституту                                                                           | 1873 — 2.07.1938 р.                             | Дорогожицька вул., 7          |                 | Наказ Міністерства культури і туризму України від 22.12.2005 № 1071 |
| 812.  | Могила Хандрикова Митрофана Федоровича астроном, геодезиста, директора Київської астрономічної обсерваторії 1870—1901 рр.                                                                                        | 1837—1915 рр.                                   | Дорогожицька вул., 7          |                 | Наказ Міністерства культури і туризму України від 22.12.2005 № 1071 |
| 813.  | Могила Тутковського Павла Аполоновича геолога, академіка УРСР та БРСР | 1858—1930 рр.                                   | Дорогожицька вул., 7          |                 | Наказ Міністерства культури і туризму України від 22.12.2005 № 1071 |
| 814.  | Могила Срезневського Бориса Ізмайловича метеоролога, академіка АН УРСР, директора обсерваторії, одного зі засновників метереологічної служби України                                                             | 19.02.1875 — 24.03.1934                         | Дорогожицька вул., 7          |                 | Наказ Міністерства культури і туризму України від 22.12.2005 № 1071 |
| 815.  | Могила Симиренко Альдони Емілівни (до шлюбу Гружевська) відомої громадської діячки, дружини одного з найкращих помологів Європи — Симиренка Л. П.                                                                | 1857—1934 р.                                    | Дорогожицька вул., 7          |                 | Наказ Міністерства культури і туризму України від 22.12.2005 № 1071 |
| 816.  | Могила Романова Олександра Євдокимовича художника-імпресіоніста, засновника дитячої художньої школи | 1885—1919 рр.                                   | Дорогожицька вул., 7          |                 | Наказ Міністерства культури і туризму України від 22.12.2005 № 1071 |
| 817.  | Могила Ричкалова Сергія Андрійовича почесного громадянина м. Кургана | 5.07.1870 — 19.08.1914 р.                       | Дорогожицька вул., 7          |                 | Наказ Міністерства культури і туризму України від 22.12.2005 № 1071 |
| 818.  | Могила Пфейффера Георгія Васильовича математика, академіка ВУАН | 1872—1946 рр.                                   | Дорогожицька вул., 7          |                 | Наказ Міністерства культури і туризму України від 22.12.2005 № 1071 |
| 819.  | Могила Плотникова Володимира Олександровича фізико-хіміка, академіка, член-кореспондента АН УРСР | 12.05.1873 — 14.14.1947 р.                      | Дорогожицька вул., 7          |                 | Наказ Міністерства культури і туризму України від 22.12.2005 № 1071 |
| 820.  | Могила Огієвського Василя Дмировича лісівника, організатора першої в Росії контрольної дослідної станції насіння                                                                                                 | 1861—1921 рр.                                   | Дорогожицька вул., 7          |                 | Наказ Міністерства культури і туризму України від 22.12.2005 № 1071 |
| 821.  | Могила Новицького Олексія Петровича історика мистецтв, академіка АН УРСР | 16.11.1880 — 11.01.1957 р.                      | Дорогожицька вул., 7          |                 | Наказ Міністерства культури і туризму України від 22.12.2005 № 1071 |
| 822.  | Могила Мосіона Олександра Григоровича співака, засл. артиста УРСР | 1871—1929 рр.                                   | Дорогожицька вул., 7          |                 | Наказ Міністерства культури і туризму України від 22.12.2005 № 1071 |
| 823.  | Могила Мережинського Максима Івановича хірурга, фтізіатра, друга і товариша родини Лесі Українки | 1872—1939 рр.                                   | Дорогожицька вул., 7          |                 | Наказ Міністерства культури і туризму України від 22.12.2005 № 1071 |
| 824.  | Склеп-надгробок на могилі Кривих Олександра Павловича учасника першої світової війни | 1910-і рр.                                      | Дорогожицька вул., 7          |                 | Наказ Міністерства культури і туризму України від 22.12.2005 № 1071 |
| 825.  | Могила Дроздо-Поляєва Федора Миколайовича співака, заслуженого артиста УРСР | 1873 — 25.04.1940 р.                            | Дорогожицька вул., 7          |                 | Наказ Міністерства культури і туризму України від 22.12.2005 № 1071 |
| 826.  | Пам ятний знак на символичному похованні Зерова Миколи Костьовича поета, перекладача, літературознавця | 1890—1937 рр.                                   | Дорогожицька вул., 7          |                 | Наказ Міністерства культури і туризму України від 22.12.2005 № 1071 |
| 827.  | Могила Карпеки Олександра Даниловича авіаконструктора, одного з засновників вітчизняної авіації | 1894—1918 рр.                                   | Дорогожицька вул., 7          |                 | Наказ Міністерства культури і туризму України від 22.12.2005 № 1071 |
| 828.  | Могила Крюгер Катерини Августівни, педагогині, власниці однієї з Київських гімназій | 1882 — 7.04.1942 р.                             | Дорогожицька вул., 7          |                 | Наказ Міністерства культури і туризму України від 22.12.2005 № 1071 |
| 829.  | Могила Кучеренка Павла Олександровича лікаря-патологоанатома, доктора медичних наук, професора, зав. кафедрою патологічної анатомії Київського медичного інституту                                               | 27.10.1882 — 25.08.1936 р.                      | Дорогожицька вул., 7          |                 | Наказ Міністерства культури і туризму України від 22.12.2005 № 1071 |
| 830.  | Могила Лисянського Юрія Івановича протоієрея Києво-Володимирського собору, правнука флотоводця Юрія Лисянського                                                                                                  | 1858—1936 р.                                    | Дорогожицька вул., 7          |                 | Наказ Міністерства культури і туризму України від 22.12.2005 № 1071 |
| 831.  | Могила Горюнова С. К. |                                                 | Дорогожицька вул., 7          |                 | Рішення виконавчого комітету Київської міськради народних депутатів від 27.01.1970 № 159 |
| 832.  | Могила Томіліна Сергія Аркадійовича одного з засновників соціальної гігієни в Україні, спеціаліста в галузі санітарної статистики                                                                                | 1877—1952 р.                                    | Дорогожицька вул., 7          |                 | Наказ Міністерства культури і туризму України від 22.12.2005 № 1071 |
| 833.  | Склеп-надгробок на могилі невідомого | 1910-ті рр.                                     | Дорогожицька вул., 7          |                 | Наказ Міністерства культури і туризму України від 22.12.2005 № 1071 |
| 834.  | Склеп-надгробок на могилі невідомого | 1910-ті рр.                                     | Дорогожицька вул., 7          |                 | Наказ Управління охорони пам'яток історії, культури та історичного середовища від 30.12.2002 № 213                                                                                                   |
| 835.  | Надгробок Коношевича Габріеля-Альбіна | 1918 р.                                         | Дорогожицька вул., 7          |                 | Наказ Міністерства культури і туризму України від 22.12.2005 № 1071 |
| 836.  | Склеп-надгробок на могилі невідомого (Катульських ) | Поч. XX ст.                                     | Дорогожицька вул., 7          |                 | Наказ Управління охорони пам'яток історії, культури та історичного середовища від 30.12.2002 № 213                                                                                                   |
| 837.  | Склеп-надгобок на могилі Буряченко О. В. | Поч. XX ст.                                     | Дорогожицька вул., 7          |                 | Наказ Міністерства культури і туризму України від 22.12.2005 № 1071 |
| 838.  | Надгробок Монастирського Т. П. | Поч. XX ст.                                     | Дорогожицька вул., 7          |                 | Наказ Міністерства культури і туризму України від 22.12.2005 № 1071 |
| 839.  | Надгробок Мищенко Ольги Ефимовни | Поч. XX ст.                                     | Дорогожицька вул., 7          |                 | Наказ Міністерства культури і туризму України від 22.12.2005 № 1071 |
| 840.  | Надгробок Кочаровського Володимира Степановича | 1918 р.                                         | Дорогожицька вул., 7          |                 | Наказ Міністерства культури і туризму України від 22.12.2005 № 1071 |
| 841.  | Надгробок Коростельова Г. | Поч. XX ст.                                     | Дорогожицька вул., 7          |                 | Наказ Міністерства культури і туризму України від 22.12.2005 № 1071 |